# 中国疆域史
中国疆域史乃中國歷史上各個政權及民族的疆域變遷史。

## 遠古時代

### 九州
远古华夏先民主要沿著黃河中下遊一帶聚居，即中原地區，稱周邊部族為戎狄。
夏朝以前，由於沒有當時的文獻，只有傳說和後世的記載。據傳在禹生活的年代，洪水氾濫，受命治水，他歷時十三年，期間“三過家門而不入”，最終治水成功。據後世文章，禹在治水期間，踏遍天下山川，如战国时所著的《禹贡》九州乃体现战国时期人的地理观。初将赤縣神州分为冀州、兖州、徐州、青州、豫州、雍州、梁州、荆州、扬州九州，成為漢族地區的別稱。

## 封建時代

### 夏（前2070年－前1600年）
夏商西周三代，疆域处于混沌状态，部落散漫四方，但三代都城均于黄河中下游地带。其中夏在中，商在东，周在西。
由于关于夏代的历史文献与历史遗址均极少，因此夏代的疆域难以考证。据顾颉刚考证：中夏以前，夏代政治中心似乎在山东省，其势力及于河北、河南；晚夏则移到伊、洛流域。

### 商（前1600年－前1046年）
商發跡於東北渤海灣和易水流域一帶，後南遷至濟水與黃河間，即今河北省中部与南部。據史籍記載，從始祖契至湯，商人一共遷移八次。湯在位後，商的實力開始壯大，先後翦除其周邊韋、顧和昆吾等夏的羽翼，最後再一舉消失夏朝，佔據中原。夏的末代君主桀則逃亡到南方的南巢。商湯以後，商的都城又多次遷徙，直到盤庚時從奄（今山東曲阜）遷至殷（今河南安陽）。自此至商朝滅亡的270多年間，商的都城一直在殷，但從帝乙開始都別居於沫（即朝歌，今河南淇縣）。武丁在位時是商朝國力極盛期，较夏代大有扩展，他北擊鬼方、羌方，南討荊蠻，將势力东至山东半岛；西到甘肃东部；南在今長江流域，在今湖北、湖南、江西一代都有當時的遺址和文物。但到武乙在位時，東夷開始崛起並活動於淮河流域，有向中原擴張的企圖。帝乙和其子帝辛兩代多次伐東夷，雖然獲得勝利，但自身實力也受到損耗。位於西方的周人乘機滅商，建立周朝。

商朝勢力範圍

### 西周（前1046年－前771年）
周起源于今陕西西部甘肃东部一带，其始祖棄被認為是農業的創始者，號為后稷。傳說舜傳封棄於邰，到公劉時又遷往豳，再傳到古公亶父時遷至周原，周人從此開始強大。到商朝的帝辛在位時，周的首領西伯昌再將都城遷往灃水西部的豐（今陝西西安）。其武王在位時，周取代殷，分封滅商功臣和商的遺臣。他封帝辛（即紂）之子武庚於商的舊地殷，再封自己的親弟管叔鮮、蔡叔度於其周邊，以作監視。武王在滅商的第二年就去世了，其子成王即位，由周公旦攝政。武庚乘機與不滿周公掌權的管叔、蔡叔和東夷部族聯合反周，但為周公東征平定。事後，為加強對東方的統治，周公在洛水北方建造雒邑（又作洛邑），作為周朝在東方的政治中心。周公還繼續分封諸侯，並將不少諸侯改封到東方。周朝经过成康之治后，国土大幅向外扩张，向北已征服肃慎（今辽宁省的朝阳县一带），南到汉水中游，东到大海，西至渭河上游，广封诸侯。也为其后的分裂时期及秦朝奠下基础。

### 東周（前770年－前256年）

#### 春秋

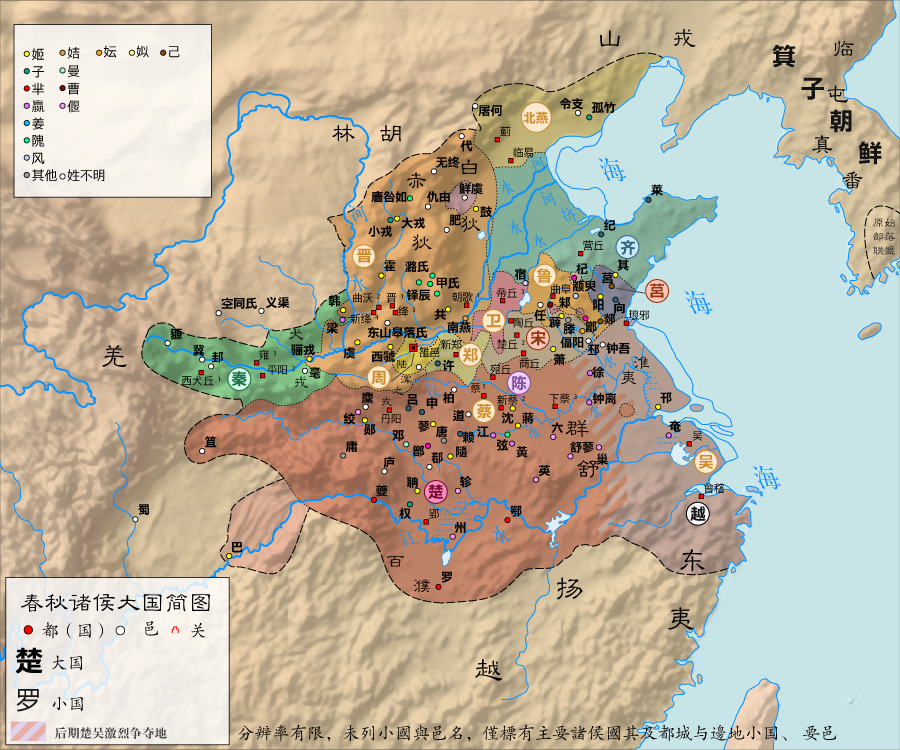
春秋後期中國疆域

西周末年，周幽王廢原來的申而立自己寵愛的褒姒，又將褒姒之子伯服立為太子。申之父申侯聯合犬戎攻入周的都城，幽王被害於驪山之下，申后之子宜臼在一部分諸侯的幫助下東遷至雒邑，史稱他以後的周朝為東周。東周又分春秋和戰國兩個時期，前者是將魯國史書《春秋》而得名，後者則是來源於西漢學者劉向所編的《戰國策》。春秋时期，周的直屬領土尚有數百里，由於周室德衰，號令不通，只得以土地為籌碼請求諸侯協助，使得畿內土地日益縮小。周天子的權威日益衰落，使之成為徒有虚名的共主。那麼本是西周分封的各諸侯国則皆以扩张为第一要务。當時，見記史籍記載的諸侯約有140餘個，其中国土较大者有楚、晉、齊、秦、吳、越、燕、郑、宋、衞、陳、蔡、鲁、莒、中山等13国，加上已经沦为一小国的周王国。經過長期的兼併，春秋末年的諸侯數約為30個，其中較強盛的魯國初時有今山東曲阜、寧陽、泗水、金鄉、魯台、文上、濟寧與嘉祥等地，後經過擴張，其境跨三省，約相當於今二十多縣。秦国的西疆扩展至渭水上游。晋国攻灭狄戎，北疆达到山西汾河中游，東部又取衛國的殷，南下獲鄭國的虎牢，周室的陸渾一帶，其境東西長二千多里，擁有今山西大部，河北南部和河南、山東一帶。燕国占有了大凌河流域。楚国控制了云梦泽平原。越国占有浙江北部。是为当时疆界四至。

#### 戰國
進入战国时期後，先是越國一舉滅吳，並將勢力延伸到山東半島。為了爭霸中原，越王勾踐將都城遷到琅邪。公元前453年，晉卿韓氏、趙氏和魏氏三家分晋，晉君僅餘兩城。而東方的齊國姜姓政權也於公元前386年被專政的田氏所取代。至於周王室的直屬領地則日益減少，最終在公元前367年分為東周和西周兩個小國。在形势大乱的戰國，各諸侯国都纷纷向四周开阔疆土。赵国通过胡服骑射，北界由桑干河推移到河套地区。燕国击败北方的山戎、东胡，拓地千里，筑长城，於遼東地區新設上谷、漁陽、右北平、遼西和遼東等郡，其勢力直達朝鮮。秦国疆域扩张最为显著，歷經數代秦君，先後滅大荔、義渠和豲，令秦國西境达到今甘肃东部洮河流域；并且南下攻灭了巴、蜀两国，势力扩展到四川地区；在東部則奪取了魏國的西河郡和上郡。楚国也向南发展到湘、资、沅、澧流域，向西占领了湘西、鄂西地区，楚將莊蹻向西南擴張到黔中、滇國。

## 帝國時代

### 秦朝（前221年－前207年）
公元前221年，秦始皇滅亡六國，创建了中國歷史上第一个统一王朝。不過，秦始皇並不滿足原东方六国的疆域（北至遼東長城一帶，南至長江流域），早在王翦攻滅楚國後不久，秦軍就越過大山和叢林進入現浙江南部和福建地區征服那裡的越人，並置閩中郡。

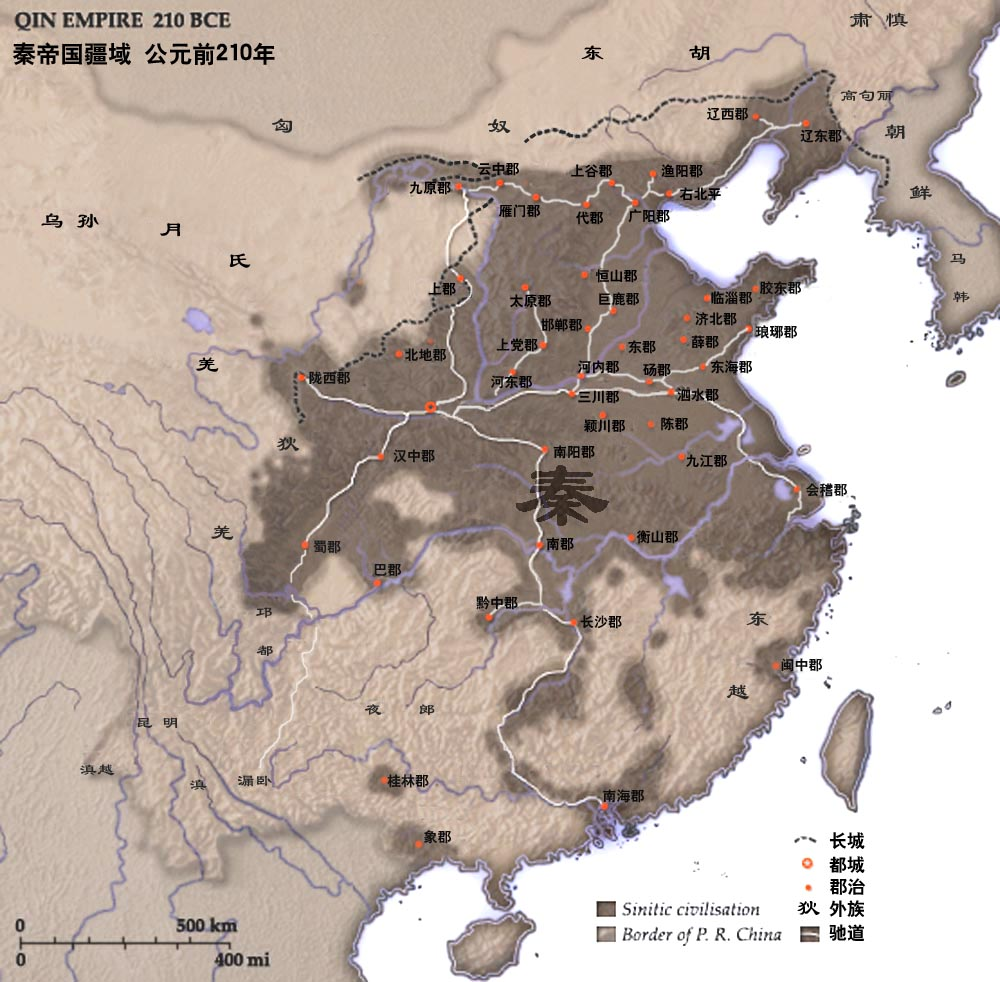
前210年，秦朝疆域

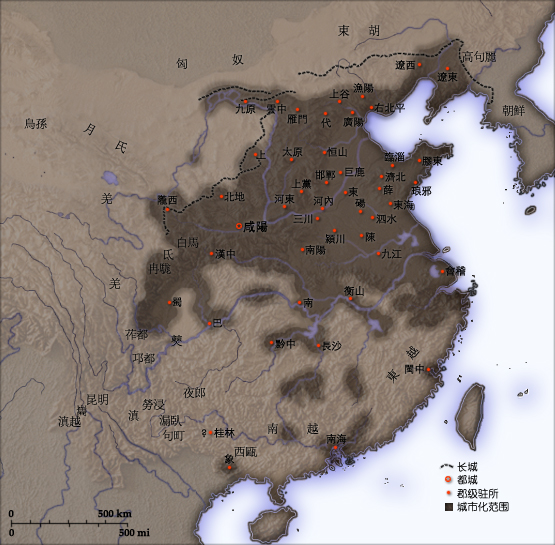
前210年，秦朝疆域

公元前215年，蒙恬以30萬大軍在北方占领了河南地，将匈奴势力一度驱逐到阴山以北，秦朝於當地設九原郡。為了加強對北方疆域的控制和防禦外敵，秦朝将战国时期的赵、燕、秦三国所修筑的长城连接起来，形成「起临洮至辽东，延袤万余里」的秦长城。為了控制南方的南越地區，秦始皇令史祿開鑿靈渠以連接湘水和漓水，秦軍順勢南下，奪取今兩廣和越南東北部地區，在當地設南海、桂林、象三郡。在西南地区以成都一帶為中心向西、北兩個方向擴張，獲得了今大渡河以北與岷江上遊地區。除此之外，還從四川宜賓向南雲南曲靖一線開五尺道。至此到秦始皇去世前，其疆域範圍已是北至河套、陰山與遼水下遊，南達越南東北、西至隴山、川西和雲貴，東抵朝鮮半島北部。秦朝在這大片的疆域內都採取郡縣制。

### 漢朝（前202－220年）
在楚汉战争中取胜的汉王刘邦建立汉朝，不久削除异姓诸侯，后又有汉景帝时期的七国之乱。由于秦末民变和楚汉战争的严重破坏，使得西汉前期国力薄弱，无暇顾及边防。河南地在秦汉之际复为匈奴所有。南越，闽越，黔中地区亦先后放弃。国土大幅减缩。

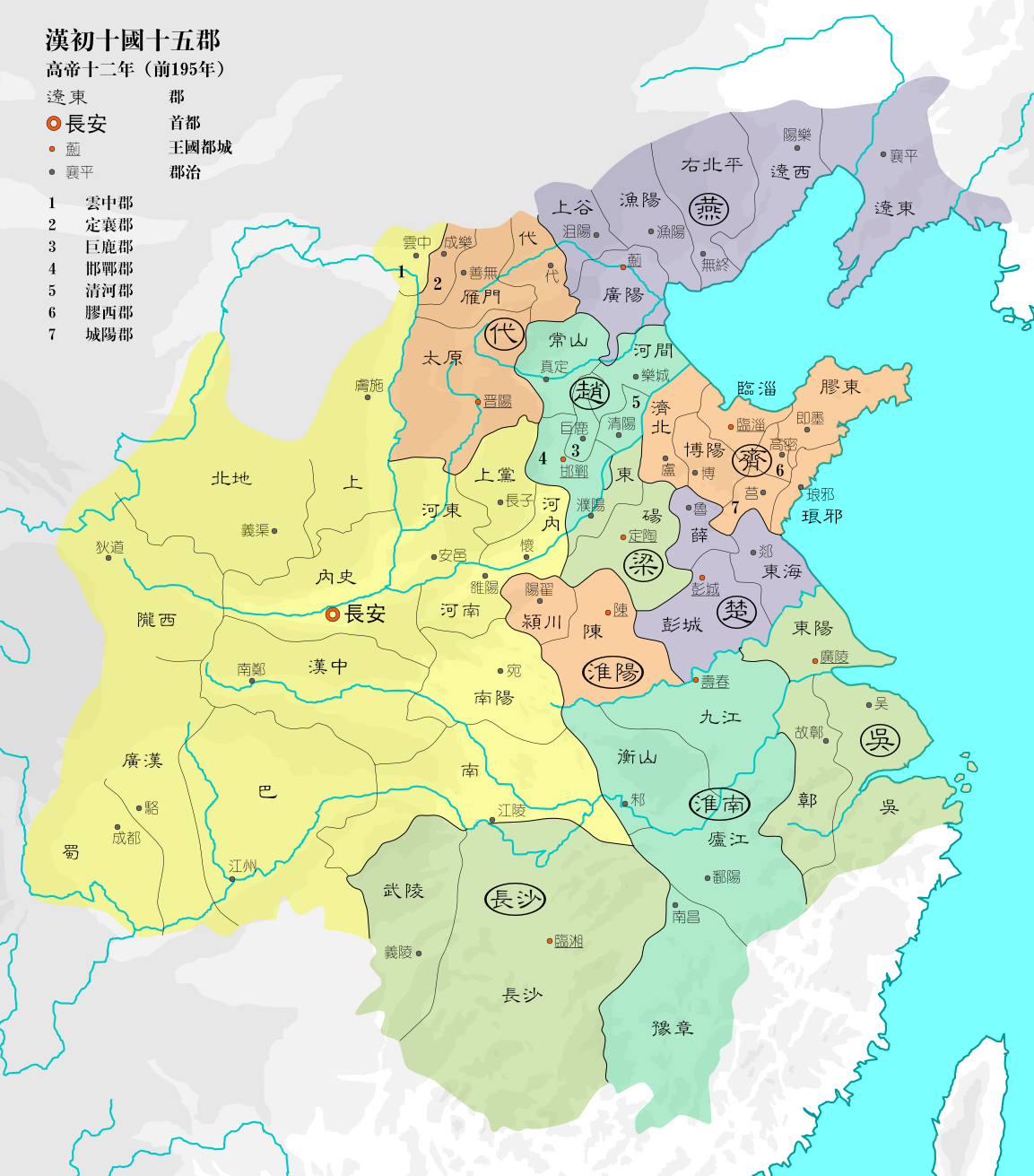
前195年，汉高帝十二年的汉朝疆域（十国十五郡）。十个封国分别是燕国、代国、赵国、齐国、梁国、楚国、吴国、淮阳国、淮南国、长沙国。

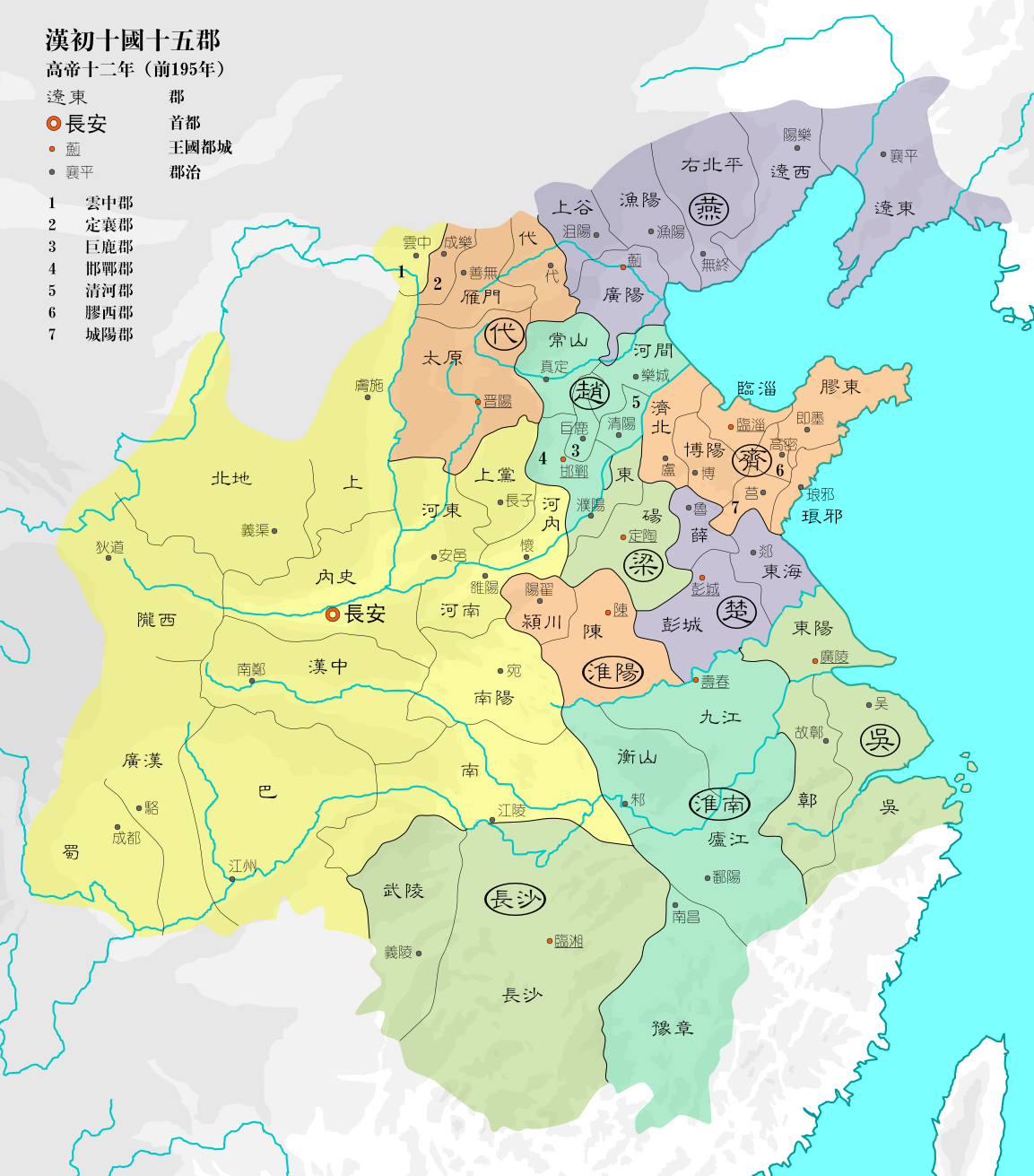
前195年，漢高帝十二年的漢朝疆域（十國十五郡）。十個封國分別是燕國、代國、趙國、齊國、梁國、楚國、吳國、淮陽國、淮南國、長沙國。

文景之治后，到汉武帝时期，武功极盛，领土空前扩张。公元前127年，卫青北击匈奴，收复河南地、陇西、北地、上郡的北部，置朔方、五原二郡。云中、雁门二郡的北界也向外扩展。汉朝的北部疆界至此推到河套，阴山以北。前121年，汉将霍去病出陇西击灭居于河西走廊的匈奴部落，以其地设酒泉郡。后又分割为张掖、敦煌、武威三郡。连同在湟水流域设置的金城郡，合称河西五郡。前138年，东瓯王迫于闽越王的威胁，举国内迁到今江淮流域。前111年，汉军把闽越国收入版图。前112年，汉军平南越，又占有了海南岛，在该地设十郡。在西南地区，汉军征服了诸国，边界一度推移到云南哀牢山和高黎贡山。前108年汉军吞并了卫氏朝鲜，设置了东北四郡。边疆形势蔚为改观。并在汉宣帝神觉二年(前60年)設立西域都护府都督西域诸城邦。

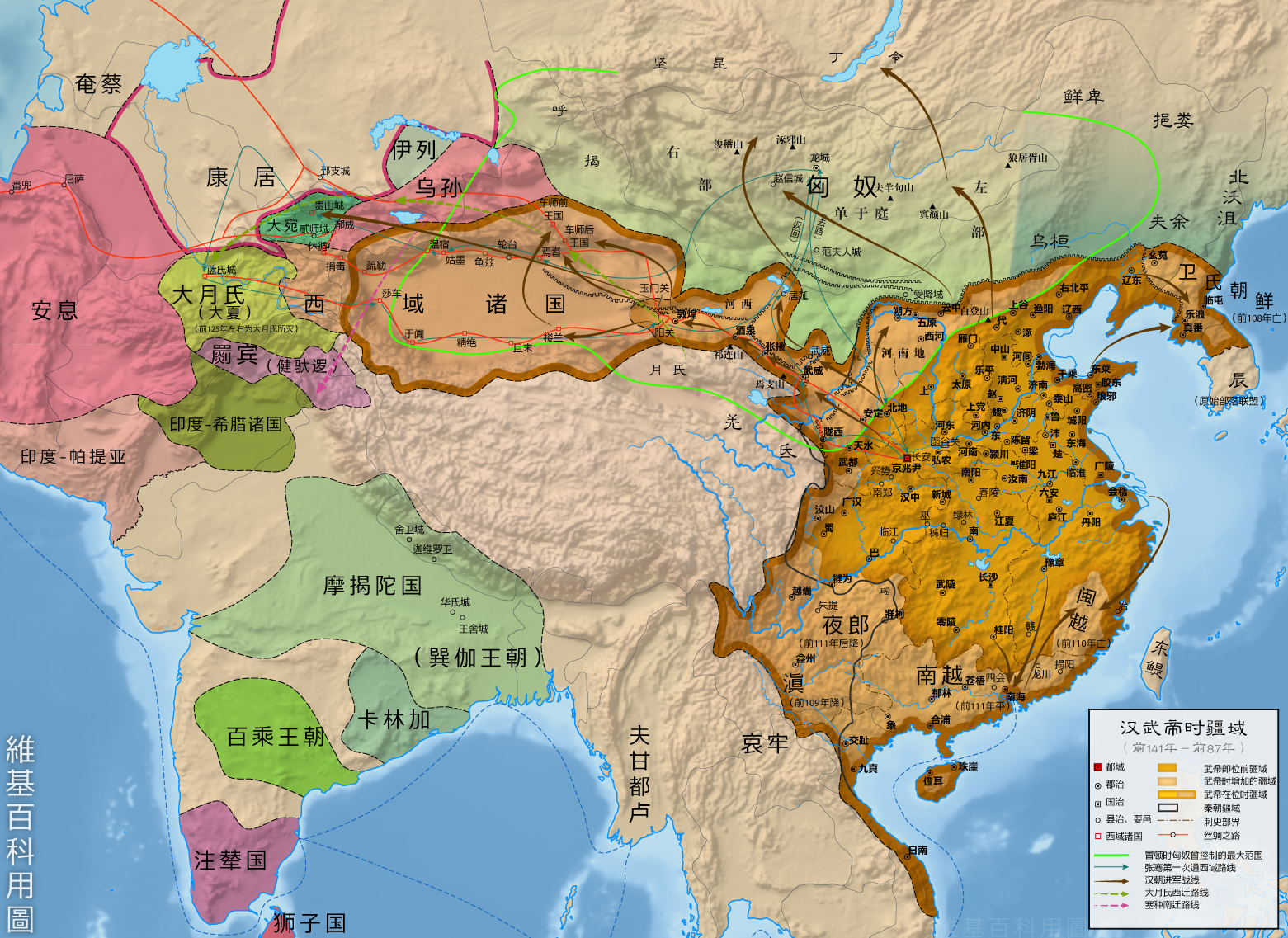
前141-前87年，汉武帝时的汉朝疆域。

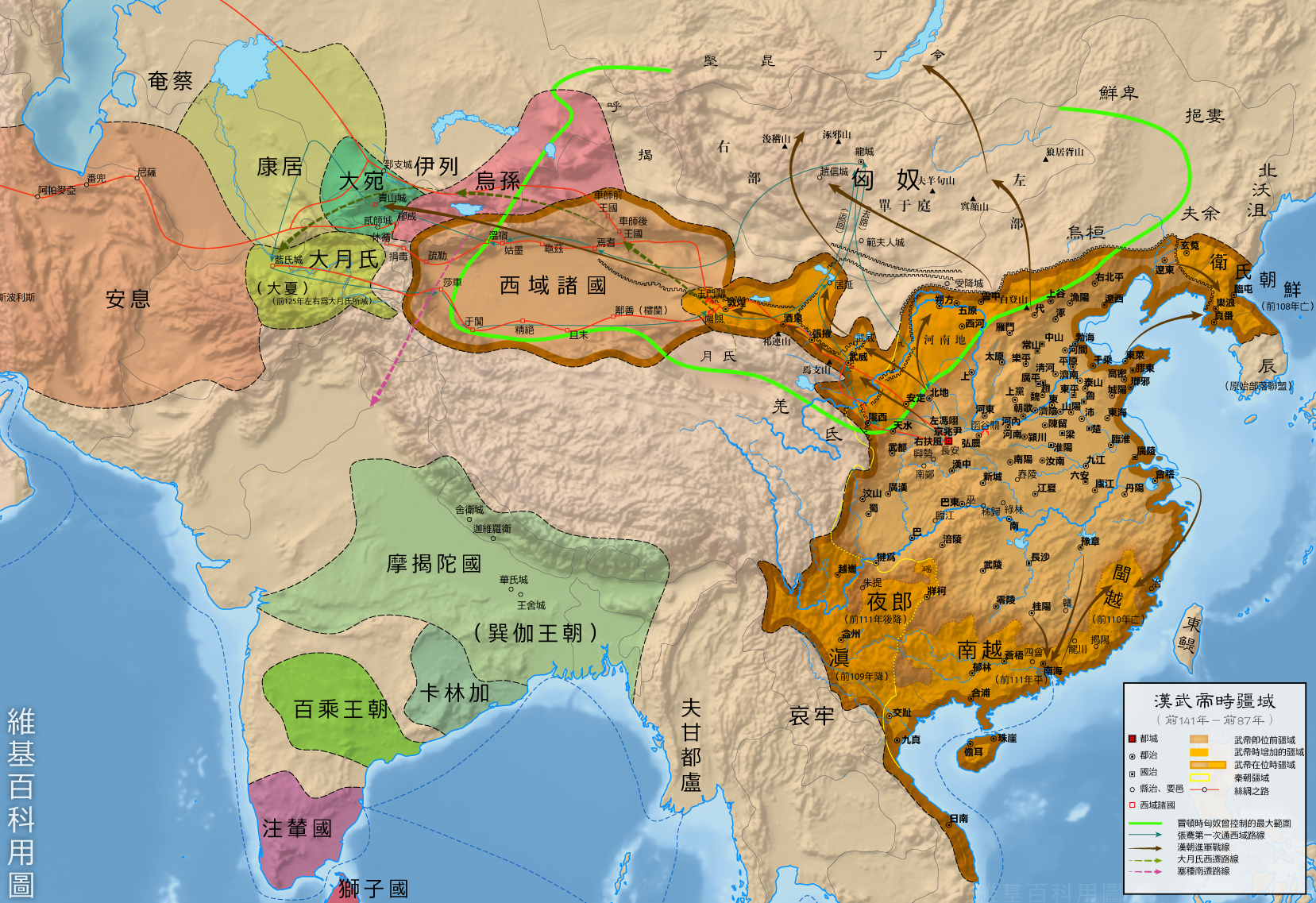
前141-前87年，漢武帝時的漢朝疆域。

新莽末期，疆域萎缩。在辽东地区撤消了真番、临屯二郡。在西南地区由七郡变成五郡，并且放弃了海南岛与象郡。光武中兴和明章之治后收复了新莽末年丢失的领土，并且有所扩张，东汉晚期，中原战乱不断。遂放弃定襄、云中、五原、朔方、上郡、北地六郡。河套、陕北、晋西北、河北北部地区在这个期间先后放弃。高句丽与林邑两国蚕食东北及南方国土。只有西南地区扩展至大盈江一带。
汉地原來指稱漢朝領土，後來成為漢族地區的簡稱。

### 三國魏晉南北朝（220－589年）

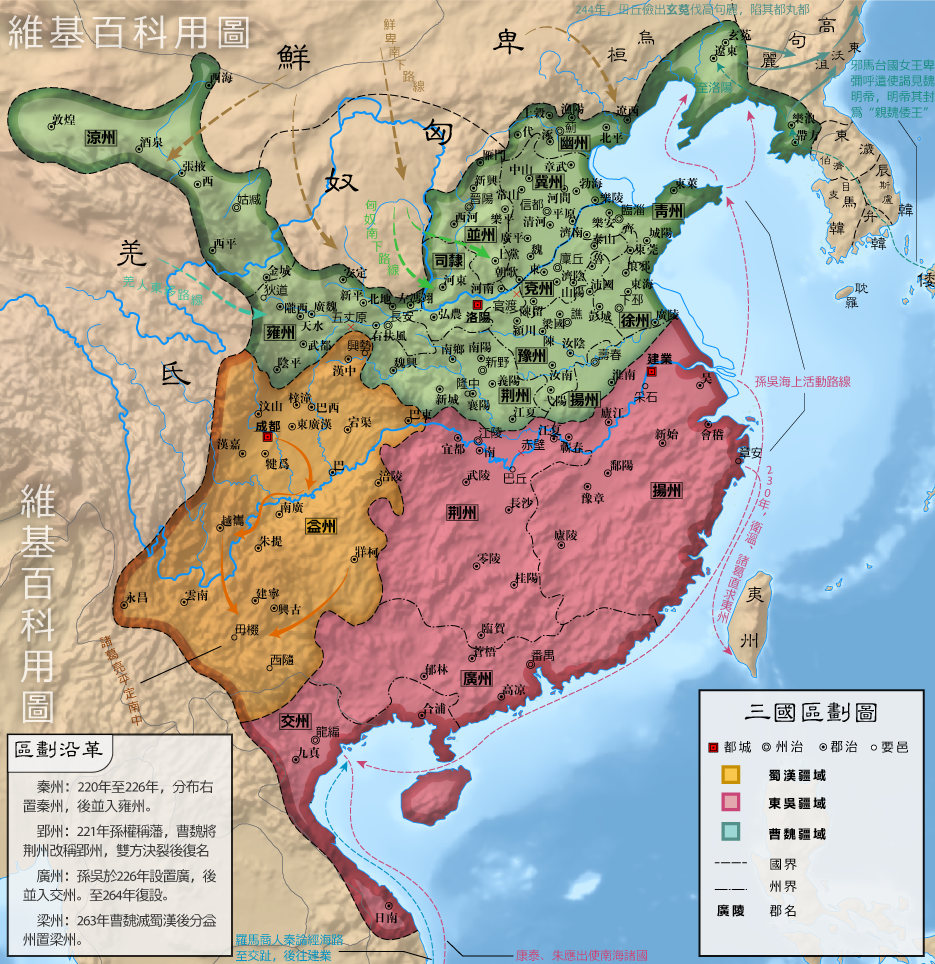
約262年，三國疆域。

东汉末期以后，辽东地区各民族势力林立。其中最强大的是高句丽。公元313年，高句丽占有乐浪，西晉及中原势力至此退出朝鲜半岛。404年高句丽更进一步占领了辽东地区两郡。整个辽河以东地区至此全为高句丽所有。
在漠北地区前后有多个游牧民族兴起，在拓跋鲜卑徙居中原建立后魏王朝，最大的势力即为柔然。北魏与柔然之间战争不断，但疆界大体稳定，少有变化。555年，突厥与北齐夹击柔然，柔然被攻灭。突厥成为了漠北新霸主。此外中原王朝也丧失了对于西域地区的控制。吐谷浑则在西部地区长期威胁着当时华北各政权的边境。
三国时代，蜀汉在今西川及陝西部分地区设置了不少郡县。南朝前中期一度控制西南地区，但是在侯景之乱后，西南地区各原住民势力纷纷反叛独立。南朝势力退出宁州。林邑国继续向北发展，侵占整个日南郡。陈朝的南界北移到北纬18度。

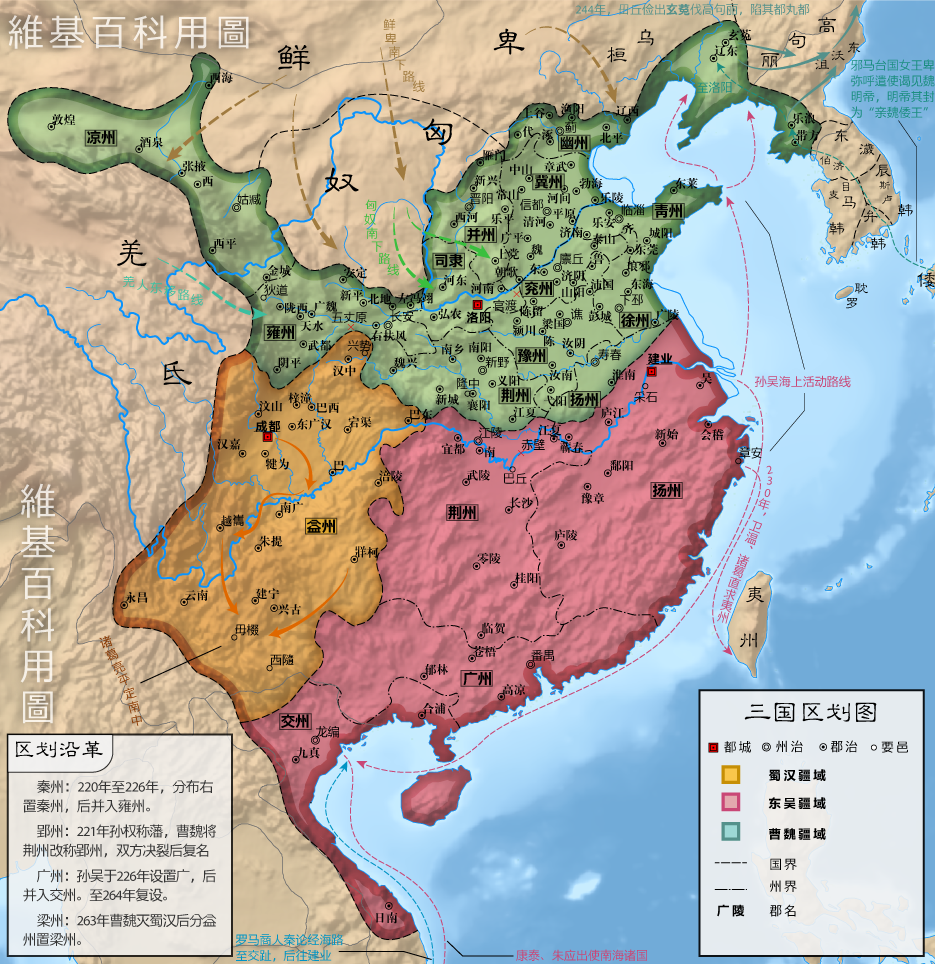
約262年，三国疆域。

### 隋朝（581－619年）
隋文帝开皇元年(581年)建立隋朝后，开始了大规模领土扩张，开皇四年(584年)，衰落的东突厥寄居漠南，隋借此收复了河套地，设置五原、榆林等郡。开皇九年(589年)吞并南陈，隋炀帝杨广在大业五年(609年)亲自率军平定了吐谷浑，并且占领了伊吾，合为西北五郡。在西南地区，隋朝恢复了对南宁州的统治。大业元年(605年)，隋平林邑，不过仅数月时间，隋退兵后，林邑即复国。隋初海南岛由高凉冼夫人控制。仁寿元年(600年)，隋廷正式將今海南岛納入版圖。隋末年天下大乱，吐谷浑等又先后趁机复国。

### 唐朝（618－907年）
唐武德元年（618年），唐朝建立；武德七年（624年）统一全国，唐太宗时期（626年—649年）领土大幅扩张。贞观四年（630年），唐军灭东突厥，漠南地区成为唐朝的一部分。贞观二十年（646年），平定薛延陀，漠北纳入唐朝的疆域，唐设置安西都护府、安北都护府等羁縻机构进行都督。唐高宗永淳二年（682年），突厥复国，唐朝势力退出漠北。后回纥建国，在唐玄宗天宝三年（744年）尽占原突厥故地，成为漠北雄国。
西北边界上，唐高宗显庆四年（657年）平定西突厥，唐高宗龙朔元年（660年）势力一度伸至波斯（当时属于阿拉伯帝国）边境的吐火罗地区，并在这些地区设置都督府州。后来，由于大食势力扩展，麟德二年（665年）唐朝势力退出葱岭以西。
杨坚杨广在位期间曾派遣军队前后总共四次出征高句丽（598年，612年，613年，614年），均失败。唐太宗贞观十九年（645年)，唐军开始倾力东征高句丽。到龙朔元年（660年）平定百济、乾封二年（668年）八月平定高句丽，设立安东都护府于平壤管理此地。但不久由于当地人民反抗激烈与和罗唐战争的结束，唐高宗仪风二年（677年），唐军退回大同江以南，跟新罗与大同江为界。粟末靺鞨部乘机进入，并于武周圣历元年（698年）建立渤海国；唐玄宗开元二十三年（735年）唐朝最终承认新罗占领大同江以南。

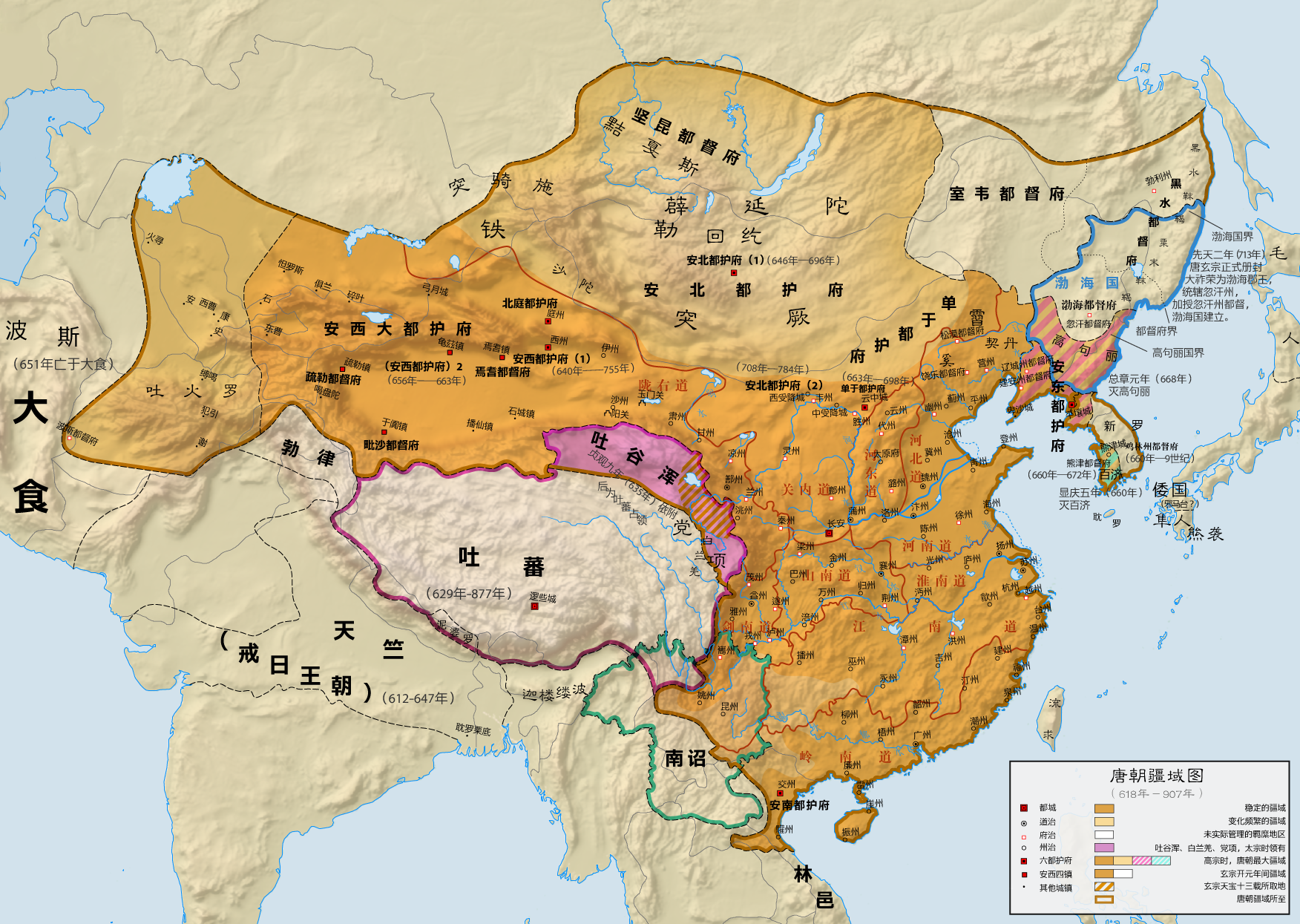
616-907年，唐朝疆域。

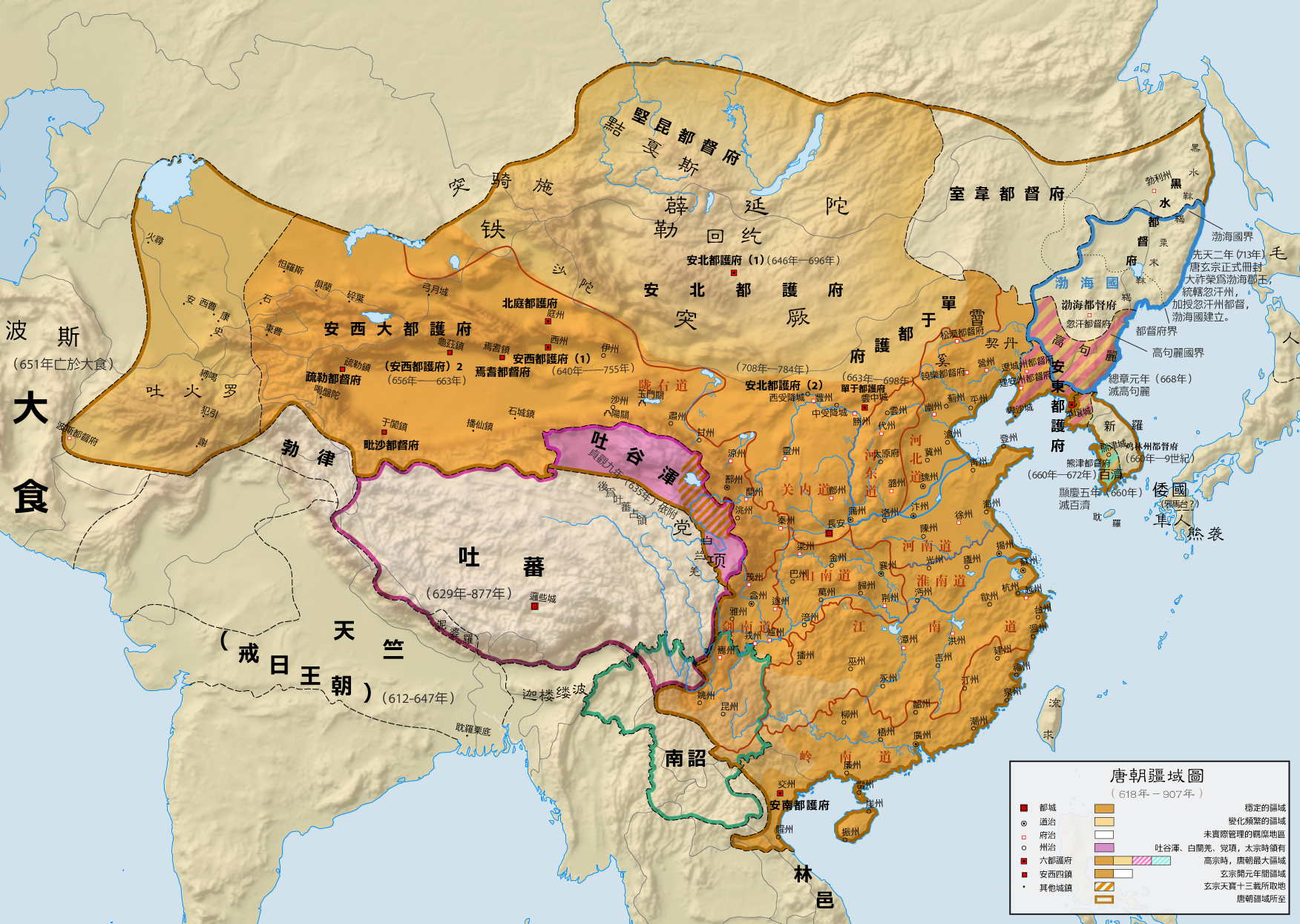
616-907年，唐朝疆域。

唐太宗贞观九年（635年），侯君集平定吐谷浑，吐谷浑自此臣服于唐。不过于唐高宗龙朔三年（663年）被吐蕃侵吞。吐蕃于7世纪初叶开始兴起，松赞干布在位时期迁都逻些，又先后征服苏毗、羊同、尼婆罗，最终统一青藏高原，成为唐廷最大劲敌。
安史之乱期间，唐朝遭受沉重打击。期间周边国家乘勢侵占唐朝领土。使唐朝领土在之后三十六年中逐步萎缩。回鹘汗国在唐玄宗天宝三年（744年）建立并完全占有漠北地区。后于唐文宗开成五年（840年）因内乱而覆亡，部分回鹘人于唐武宗会昌四年（844年）至会昌六年（846年）西迁今新疆的天山南北地区，另有部分回鹘南下与唐朝冲突，唐朝张仲武、刘沔、石雄等数次击败回鹘，杀获十几万回鹘，俘获大量回鹘侯王贵族。

### =北宋与辽、西夏
8—9世纪时契丹人在辽河流域地区日益壮大，最终于唐昭宗天佑四年(907年)建国。并于926年吞并了渤海国，并且在后晋天福三年(938年)得到石敬瑭割让的幽云十六州。
北宋結束北漢政權後，重新统一了中原大部分地區，结束了自中唐以来，全国百余年的政治分裂。但其在疆域开扩上未有显著进展。宋太宗和宋真宗时期，多次与辽作战，但始終無法收復燕雲十六州，澶渊之盟后使得宋辽两国维持了100多年的和平，期间疆界不变。宋辽边界稳定在雁门山、大茂山、白沟一线。辽圣宗时期沿克鲁伦河设置一系列边防州，扩大了疆域。
党项人于宋仁宗景佑五年/西夏景宗大庆三年(1038年)建立西夏，对宋辽两国称臣。一开始北宋对西夏采取绥靖的政治策略。宋神宗时期力图开扩疆土，取得了绥、熙、河、洮、岷、兰等州。哲宗时期又进一步取得了今青海的湟水流域，洮河上游与贵德一带的土地。宋徽宗宣和三年(1121年)，西安州、怀德军又被西夏所取。总体来看，北宋对西夏的战争没占到任何便宜。西夏全盛时代其疆域：东据黄河，西至玉门关，南临萧关，北抵大漠。

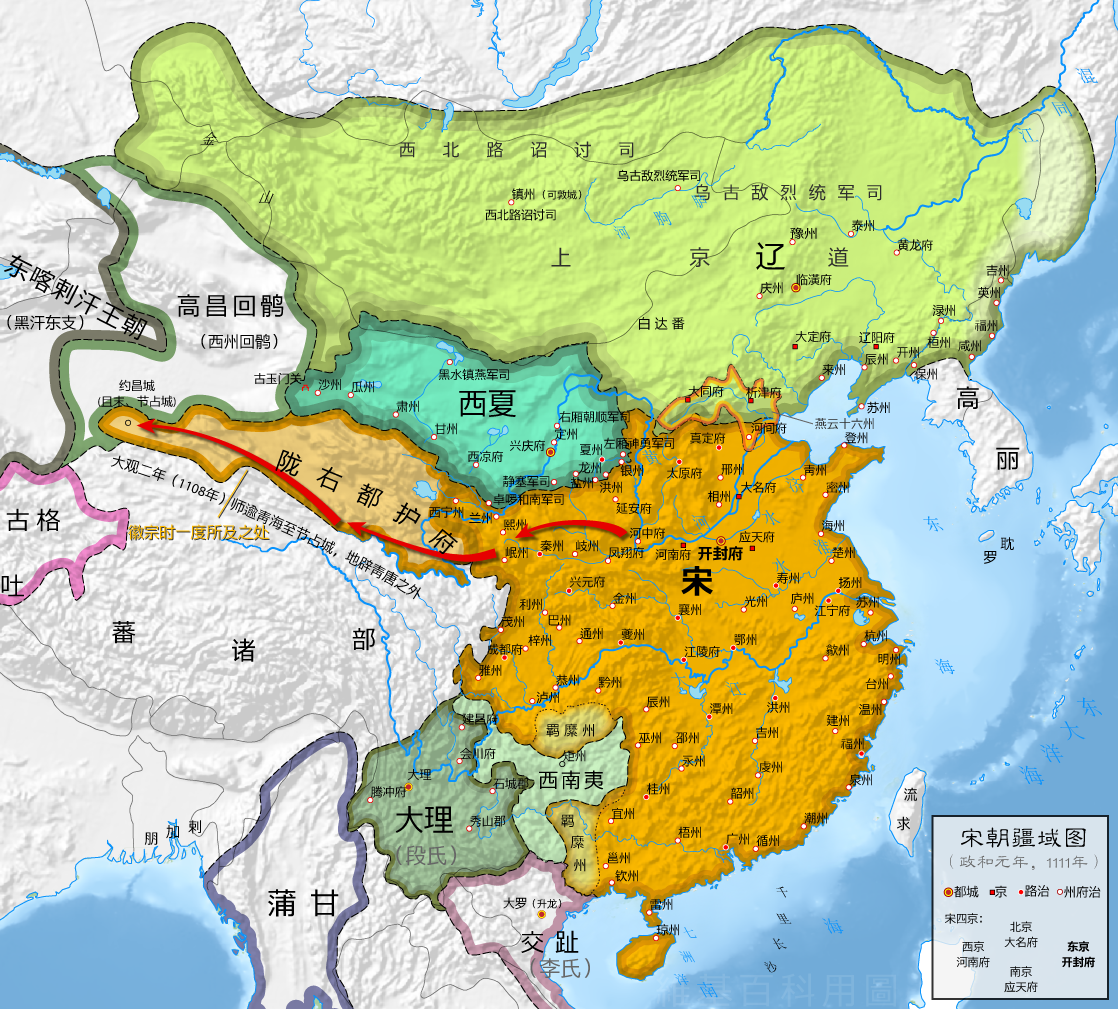
1111年，辽朝及北宋疆域

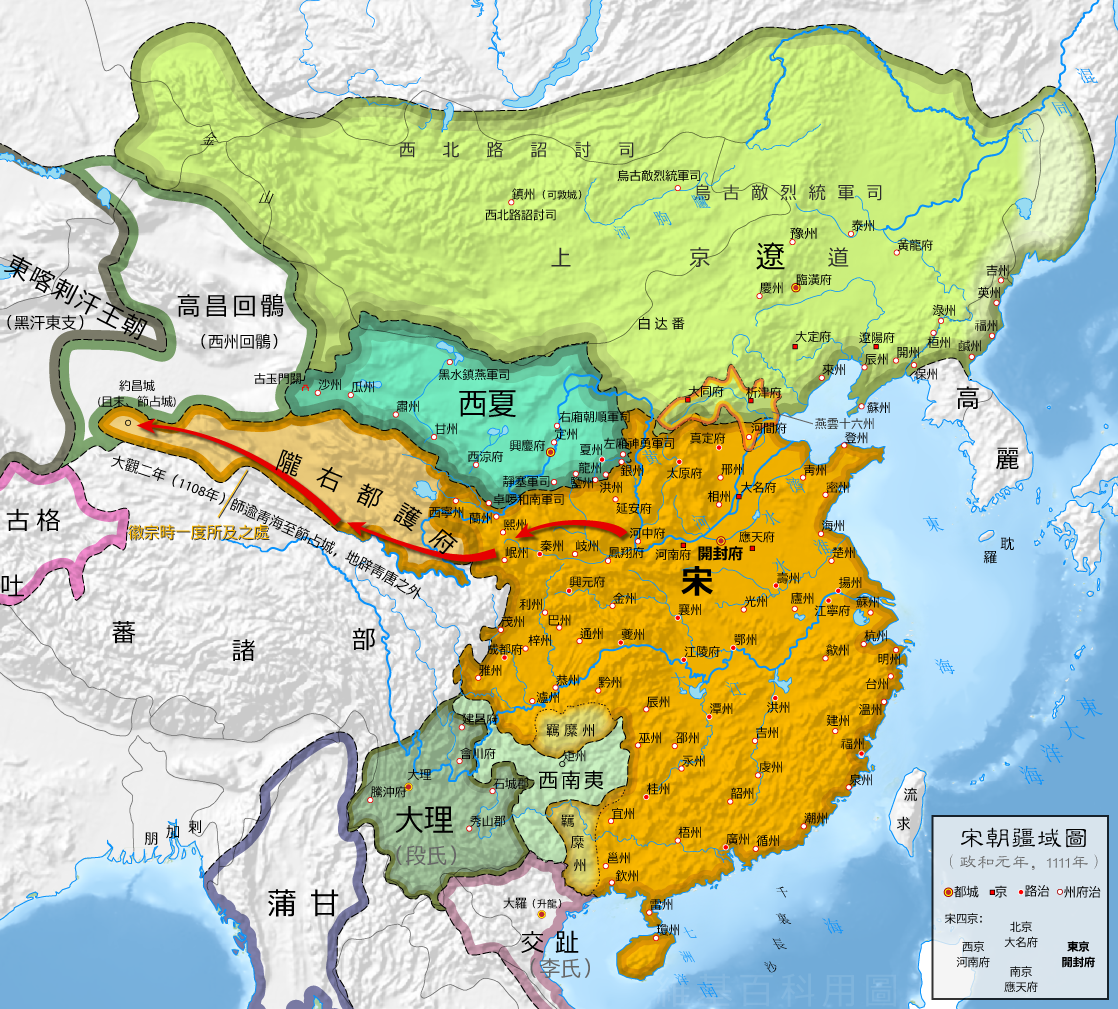
1111年，遼朝及北宋疆域

北宋也在西南与大理国交界一带设置了一些州。包括黎、叙、泸、黔、邕等州。终宋一代无大变动。

#### 南宋与金、西夏

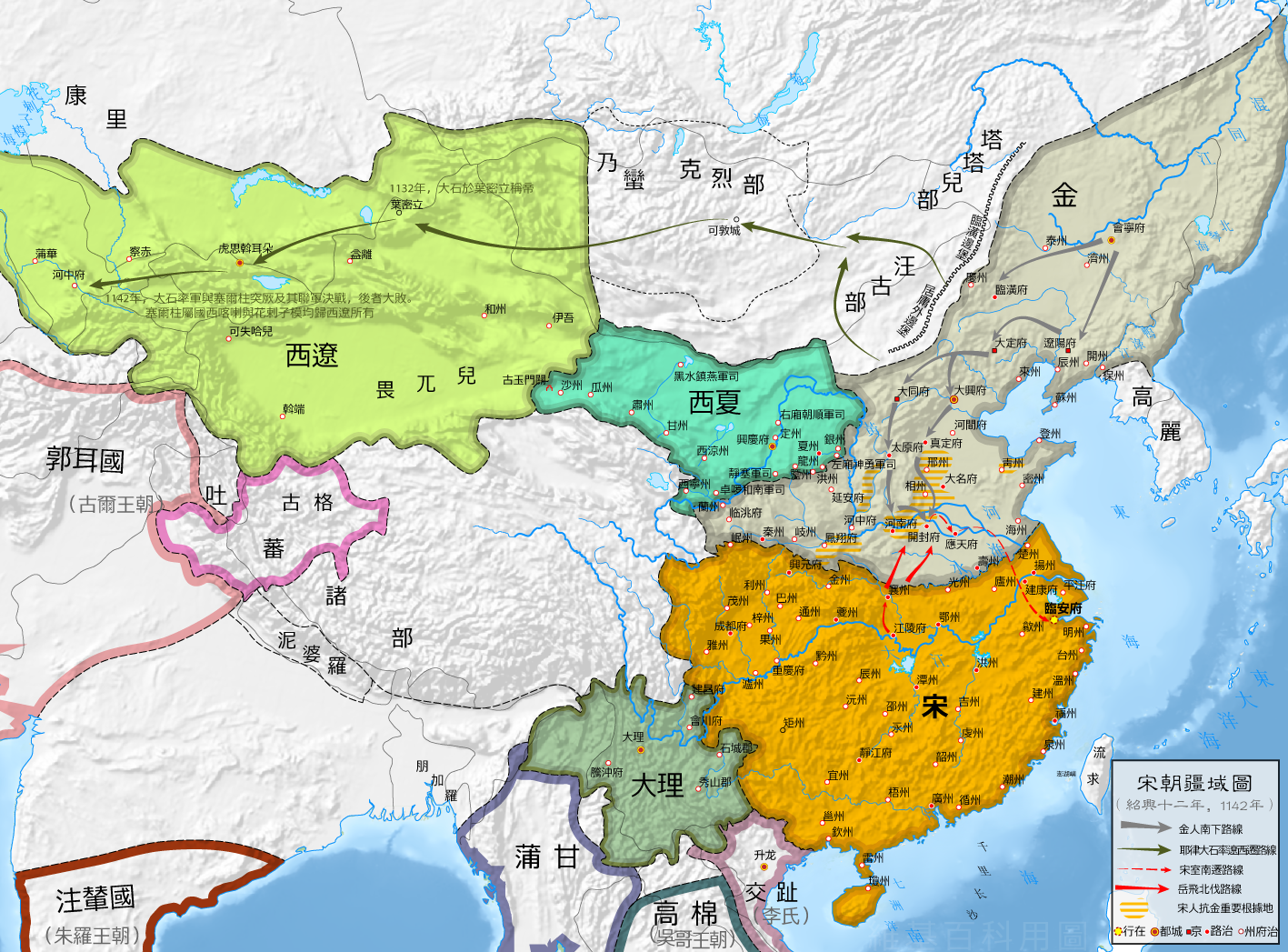
1142年，紹興和議時金朝和南宋疆域

1115年（金太祖收国元年/宋徽宗政和五年）阿骨打建立大金国，1125年(宋徽宗宣和七年)吞灭辽朝，并在靖康之难后占领北宋首都开封。宋室被迫南渡至临安。
在建炎元年(1127年)至绍兴七年(1137年)华北地区先后被金扶植的张邦昌的张楚和刘豫的刘齐统治。
宋高宗建炎元年（1127年），康王趙構在陪都南京應天府（在今河南商丘）稱帝重建宋朝，断代史称南宋；1129年，趙構被金兵所追击從建康府逃到臨安府，以之為「行在」（即臨時皇宮所在）；自1138年起，趙構常駐临安府。绍兴和议后的宋朝疆土仅限在秦岭的大散关到淮河以南以及岷山以东地区，史称南宋。1137年金熙宗废除刘齐，直接统治华北，金朝全盛时代疆域辽阔：东至日本海、西邻西夏和青藏高原、隔鸭绿江与高丽接壤、北到黑龙江以南。

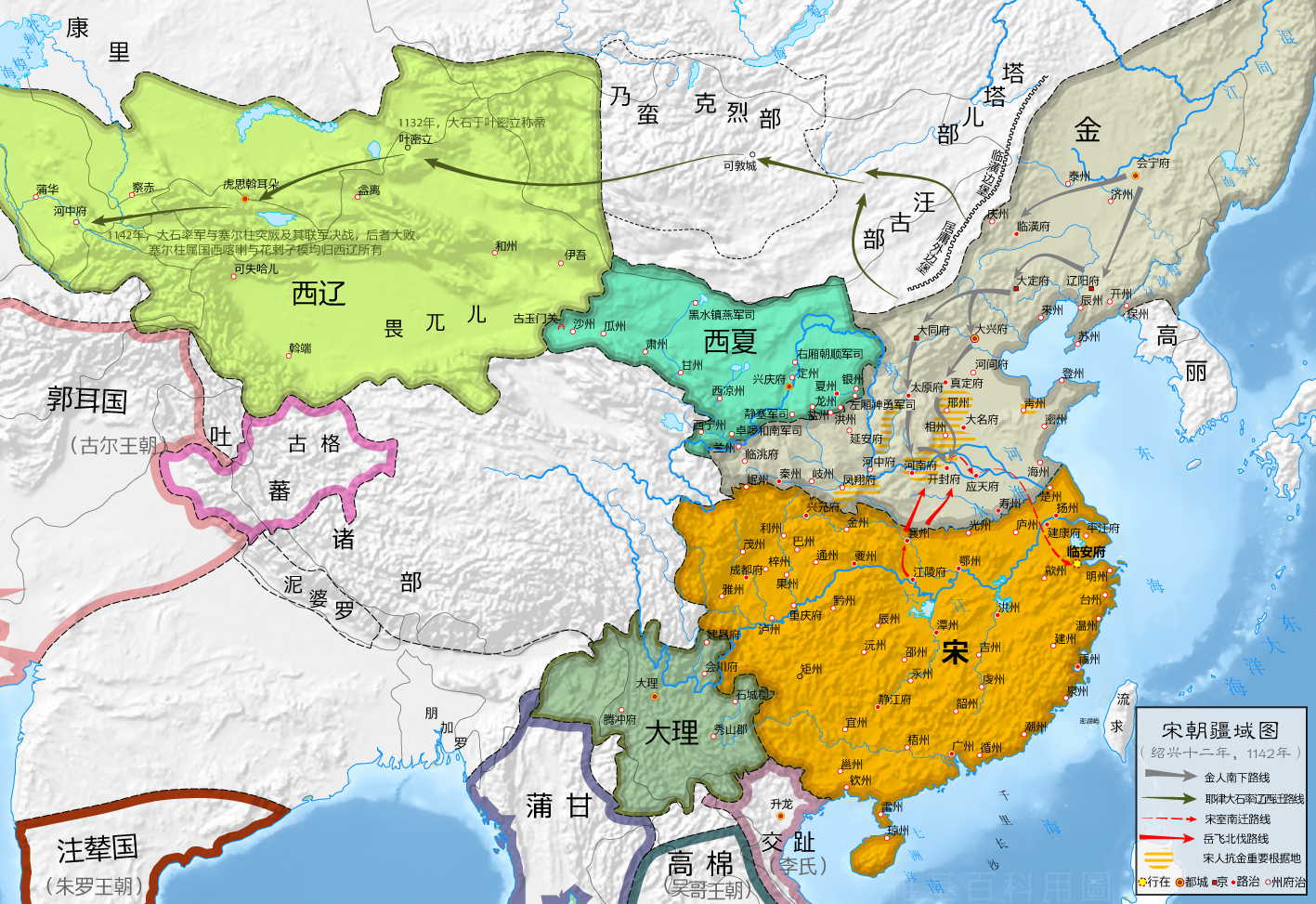
1142年，绍兴和议时金朝和南宋疆域

#### 周边勢力
在西南地区，赞普松赞干布建立吐蕃王国。经过继任者在唐高宗龙朔元年（662年）到龙朔二年（663年）之间打击党项、白兰羌、吐谷浑的战争后占领了青海西部的吐谷浑之地，之后跟唐军反复争夺；又在唐高宗咸亨元年（670年）占领安西四镇，但是公元675年安西四镇复归于唐，687年-689年，武则天削减安西防务，吐蕃趁机进占安西四镇，武周长寿二年（692年）王孝杰大破吐蕃，复收安西四镇；安史之乱期间吐蕃趁机逐步占领了陇右，朱泚之乱期间吐蕃趁机完全占据河西走廊。公元790年至公元810年，吐蕃占据北庭、安西，进入极盛，除青藏高原外，北有新疆、湟水，东至陇山，东南有云南西北角和四川西部山区，南至尼泊尔，和恒河流域平原和恒河三角洲地区，西至中亚。唐肃宗宝应二年（763年）冬天，安史之乱唐朝被内斗严重削弱，朔方军等等唐朝军将因为与唐廷的矛盾而放吐蕃军东进，吐蕃趁机占长安15天，听闻唐朝大军来了，吐蕃立即撤了。吐蕃曾多次与唐“会盟”、“败盟”。最后于唐穆宗长庆三年（823年）与唐进行长庆会盟，确定了与唐的疆界。唐宣宗大中二年848年，沙州土豪张议潮赶走吐蕃守将，占领瓜、沙二州，后于唐宣宗大中五年（851年）在唐军的援助下，收复了河西走廊与陇右。时于846年之后吐蕃发生连年内乱，最终在唐僖宗乾符四年（877年）彻底瓦解覆亡。
南诏建立后，日益强大。后于唐玄宗天宝八年（749年）与唐朝对立，建都太和城。在其全盛时代的疆域有今日：云南全省，四川大渡河以南，贵州西部与缅甸北部。唐昭宗天复二年（902年），为权臣郑氏所篡，建立长和国，南诏亡。后又经大天兴、大义宁两国，直到后晋天福二年（937年）政权落于贵族段氏手中，建立大理国。
五代时交州土著势力兴起，后晋天福三年（938年）吳權建立吴朝脫離南漢獨立。自此长期属于中原王朝的越南北部地区完全脱离了中原王朝的统治。

#### 蒙古興起

1206年－1294年，蒙古帝國疆域的演變

蒙古帝国的兴起与征伐被認為是人类历史上最强悍的一次扩张征服运动。1206年，孛兒只斤·鐵木真（即成吉思汗、元太祖）完成兼并漠北各游牧部落大业，并建立大蒙古国。此后，蒙古军先后七次攻打西夏，直到于1227年灭亡西夏。1211年起蒙古军开始打攻金国；开始了蒙金战争，1215年攻陷中都，1233年在三峰山战役之中全歼金兵主力，1234年2月9日与宋军联合攻金，金亡。1218年，西辽被蒙古灭亡。1231年，蒙古军为了顺势借助攻金战役绕道南宋的汉中和汉江从而迂回包围金国而侵宋，1235年起全面攻宋，而到1259年由于蒙哥大汗的去世而暂告中断。在此期间，蒙古军先后三次西征（指:(1219年—1223年，1236年—1242年，1256年—1259年期间)），并于1239年占领拉萨，1253年完全占领吐蕃(今天的西藏)，1253年灭亡大理国。1259年底占领整个南宋的川陕四路（成都府路、潼川府路、夔州路、利州路）和除开阿拉伯半岛和小亚细亚半岛西部之外的西亚地区。至此，帝国的疆域极盛，北逾贝加尔湖（一说达北冰洋）、南至中南半岛、西至多瑙河下游地区、东至日本海，创建了当时世界上領土最遼闊的帝国，即蒙古帝国(中國史書又稱之為大蒙古國)，面積高達3,300多萬平方公里，但是，蒙古帝国自1259年8月11日蒙哥大汗死后、在1260年—1264年期间忽必烈与阿里不哥争夺汗位后最终裂解为忽必烈家族的控制区（即后来的大元帝国）与四大汗国，已完全各自为政，互不隶属。

### 元朝（1271－1368年）
至元八年(1271年)，忽必烈在元大都建立元朝。早在元王朝建立之前的1231年蒙古军就开始侵占南宋领土，在48年的战争之后最终于1276年正月攻陷南宋首都临安。不过，宋残余抗元势力直到1279年二月的崖山海战后才彻底覆灭，元朝统治整个中国大陆。据《元史》地理志载，元代的疆域是：“北逾阴山，西极流沙，东尽辽东，南越海表，盖岭北、辽阳与甘肃、四川、云南、湖广之边”，大致范围西到今新疆东部，西南包括西藏、云南及缅甸北部，北至中西伯利亚高原南部，越过贝加尔湖（一说至北冰洋），东北到外兴安岭、鄂霍次克海、日本海，包括库页岛。远远超过之前南宋、金、西夏、大理四国的面积之和。至大三年（1310年）时超过1200万平方千米（一说2267万平方千米）。
至大二年（1309年），元帝国和察合台汗国合作灭亡了窝阔台汗国，困扰元朝40余年的西北边患终于彻底结束，元朝西北边境从此基本稳定。双方瓜分了窝阔台汗国的领土，多数为察合台汗国所占，少数（原窝阔台汗国北部地区）为元朝所取得。

### 明朝（1368－1644年）

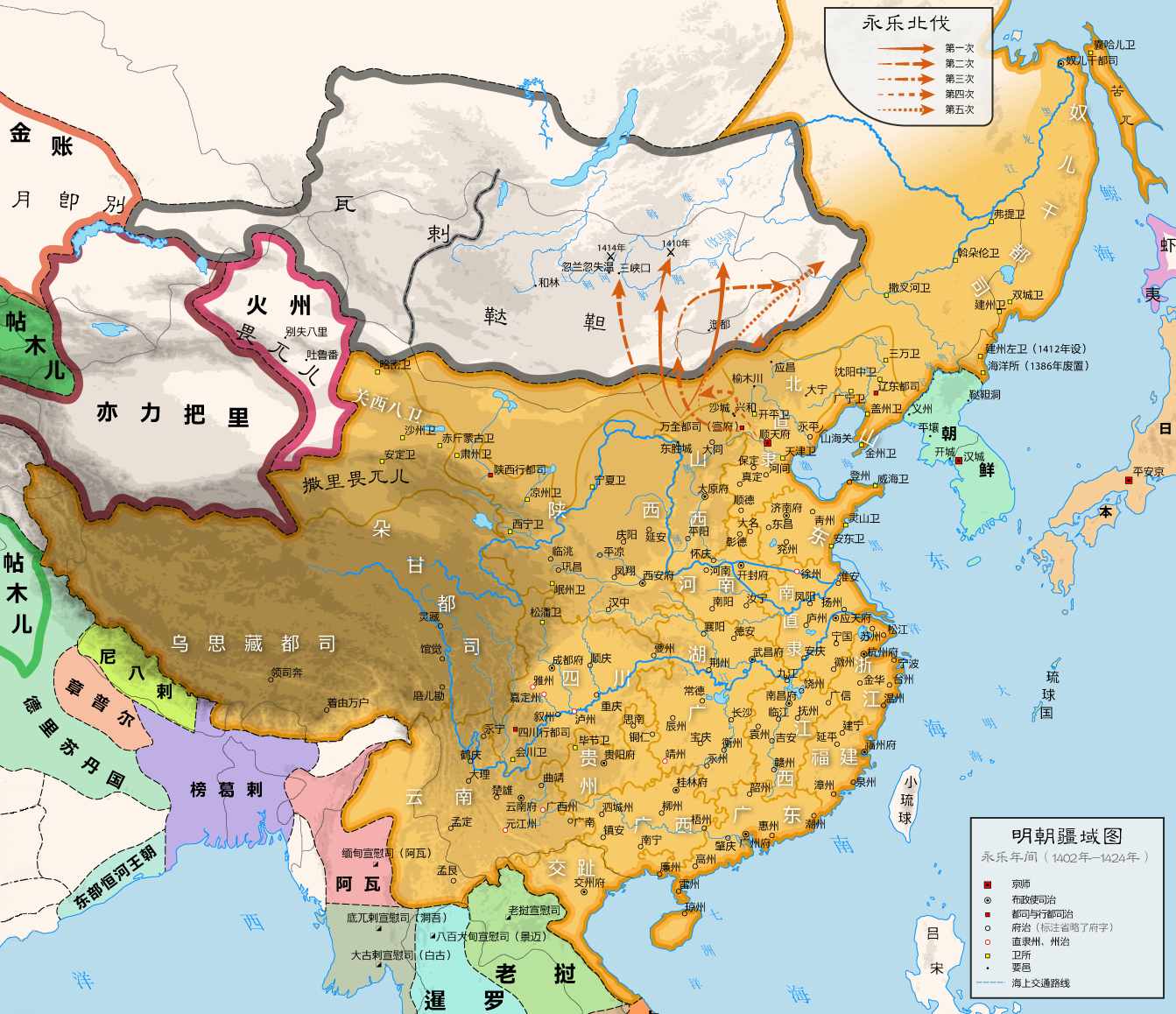
明朝最大疆域（永乐时期），其中包括羁縻地东北地区（包括外东北）、新疆哈密、青藏地区（有争议）和短暂占领的安南地区 (今越南北部)。

1279年元世祖吞并南宋后，除西北地区疆域有所变动外，大体趋于稳定。但自元惠宗至正十一年（1351年）爆发红巾军起义以來，元朝逐漸失去對中原地區的控制。
1368年1月23日，明太祖朱元璋建立明朝，在之后的北伐之中，最终迫使元室遷移漠北。
元惠宗至正十一年（1351年）紅巾軍起义爆发後，朱元璋在1352年投靠红巾军起义军之一的郭子兴而起兵，1356年取集庆，并在之后陆续消灭陈友谅、张士诚、方国珍等群雄起义军势力。1368年1月23日，即帝位，建国号大明，之后北伐中原，元惠宗先後逃至上都、应昌，並在應昌去世。元王朝殘餘勢力在北伐军不断追击之下，逃至漠北，史称北元。明军继续东征西讨，洪武四年（1371年）平定割据四川的明夏政权；洪武十四年（1381年）征服蒙古人控制下的云南，洪武廿年（1387年）降元辽东守将纳哈出，统一告成。明太祖收复了原南宋、金、西夏、大理的领土；对原属元王朝控制的东北、哈密等卫保持羁縻关系。新疆大部分地区由东察合台汗国控制。北元在明太祖北伐之下逐渐衰落。北元最终于（1388年）在明太祖第六次北伐的打击之下，被阿里不哥后裔覆灭。
明太祖和明成祖时期，多次对北元、鞑靼和瓦剌用兵。当元残余势力北遁后，期间明军在戈壁设置了四十多个卫所。明太祖和明太宗时期与北元、鞑靼和瓦剌的边界大致沿着阴山、大青山向东北至西拉木伦河一线。15世纪30年代后，由于氣候變化，地球表面的气温逐渐转向寒冷，沙漠日渐扩大，环境恶化，明王朝的北界逐渐退缩到以今明长城为界。明成祖以后，明廷开始陆续在与蒙古交界地区修筑长城，并设置九边，加强对蒙古的防卫。
永乐元年（1403年）至永乐七年（1409年）间，明朝陆续在松花江、黑龙江流域和乌苏里江两岸设置羁縻卫，并统合为奴兒干都司以控制辽东地区，势力一度到达库页岛，废於宣德九年（1434年）；大部分东北地区复为兀良哈和各土著部落控制，但終明一代仍維持對遼東的控制。
1616年，建州女真首领努尔哈赤称可汗，建国后金。后金不断壮大。1619年，萨尔浒之战后，辽东都司大部淪陷於後金。
明成祖时期在西北方向最远控制哈密，并在附近设置七卫。明世宗嘉靖年间受到吐鲁番、瓦剌等的数次攻击，被迫全数放弃，最後退守嘉峪关。洪武十四年1381年，明军将云南纳入版图，并在边境上设置六个宣慰司，分别为车里、老挝、八百大甸、木邦、孟养、缅甸。明中叶，国势衰落后，除了东部的土司外，诸土司先后为缅甸東吁王朝所有。明永乐四年（1406年）明军征服安南，永乐七年（1407年）设置交阯承宣布政使司。由于当地人民反抗激烈，弃于宣德二年（1427年），安南復國。1521年，與葡萄牙爆發屯門海戰，明朝收復屯門，其復又於西草灣大破葡軍，阻止葡萄牙殖民者在香港建立殖民據點的企圖。1553年，葡萄牙帝國取得在澳门的停泊船舶权，4年后又取得正式居留权；百年後，澳门已成为葡萄牙帝國全權統治的领土。崇祯十四年（1642年），荷兰人將西班牙人驱逐出了東亞海域。1661年，原明代海盗郑芝龙后裔郑成功进军台湾，在當地延續明朝政制，史稱明鄭。

### 清朝（1644年－1912年）
自努尔哈赤在1583年以十三副遺甲起兵，至乾隆帝平定準噶爾。由东北辽宁一地的部落政权，通过二百余年的战争和兼并，扩张成为中国历史上疆域面积仅次于蒙古帝国的全国性政权。乾隆二十四年（1759年），清朝领土面积高达1,300万平方公里。将西藏、新疆（含外西北）、蒙古、青海、外東北等完全纳入清帝国疆域之下。清代的领土扩张奠定了后来中华民国版图的基础。

#### 努尔哈赤时代开始的扩张
明神宗万历十年（1583年），建州女真首领努尔哈赤始起兵开始兼并邻部。在统一建州女真，吞灭海西女真，征服东部蒙古后，于明神宗万历四十四年（1616年）即汗位，建国号大金，史称后金。1618年，始侵明辽东都司；1626年，皇太极登基；1635年10月16日，建族名为满洲；1636年即皇帝位，改国号为大清。
大清建国后的123年，领土在逐渐扩张中。1644年6月6日，在明将吴三桂指引下，清军进入山海关，击败李自成，入取北京，史称清兵入关。1645年，清军入取江南，南明弘光帝政权覆灭。1659年，清兵入滇，永历帝逃往缅甸，后被俘。1662年，南明势力最终被彻底扑灭。明末民变前的明王朝面积约为300万平方公里，至此，完全归入其版图。1683年，鄭克塽降清，臺灣首次併入中國版圖。
努爾哈赤时，统一了建州诸部与海西四部，征服了野人女真的主要部分。臣服了蒙古科尔沁、喀尔喀等部。康熙帝时期，统一了乌苏里江、黑龙江流域及库页岛诸部。后蒙古察哈尔部，土默特、鄂尔多斯部等又相继降附，漠南蒙古十六部到此全入清之疆域。
1620年代后，准噶尔部兴起，建立了强大的游牧政权。1688年，准噶尔攻清，但在乌兰布通大败。其随后多次发动战争，先后攻取哈萨克、畏兀儿、西藏。1745年，噶尔丹策零死后，准噶尔陷入内乱，最终被清军击溃。其部族的大部分也被清军剿灭。清军在与准噶尔的战争中，陆续将厄鲁特蒙古、喀尔喀蒙古、套西、青海蒙古、西藏、回部等陆续纳入清朝疆域。清廷也至此完成了领土的扩张。
俄罗斯沙皇国在1547年后就开始越过欧亚交界的乌拉尔山进入西伯利亚。大约在17世纪40年代俄国势力进入了黑龙江流域，之后的20余年陆续建立了雅克萨、尼布楚等据点。康熙二十年（1681年）平三藩后，在1684年与俄军作战，并在1689年签定了《尼布楚条约》，条约确立了清帝国与俄国的东部边界。俄国获得贝加尔湖以东至额尔古纳河一带土地。1725年和1727年，又与俄罗斯帝国签订了《布连斯奇条约》和《恰克图条约》，确定了与俄罗斯帝国正北部的疆界。

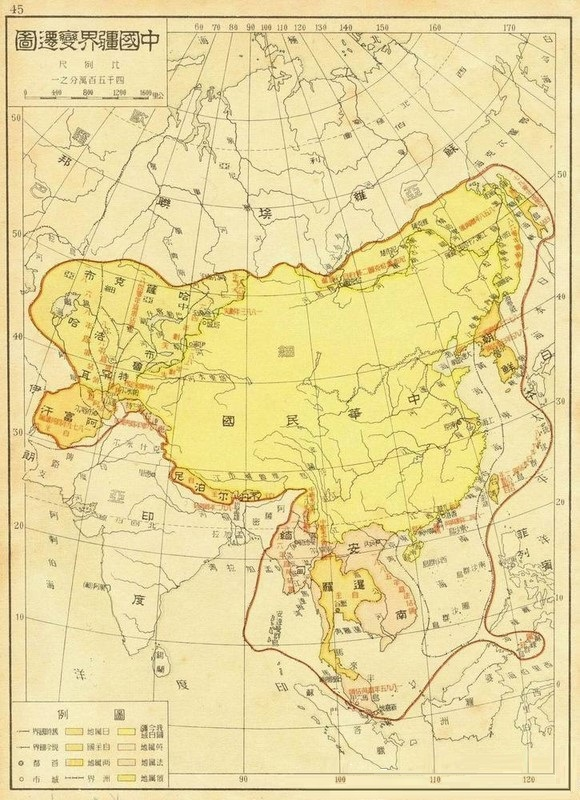
清朝至民國時期，中國大致的疆域及勢力範圍。

#### 19世纪开始的衰弱时期
19世紀中葉後，清朝國勢日益衰頹，满洲八旗军战斗力大衰，并且期间欧洲列强在此時海外擴張如火如荼。因此，清帝国的國土也在此時逐步縮減。

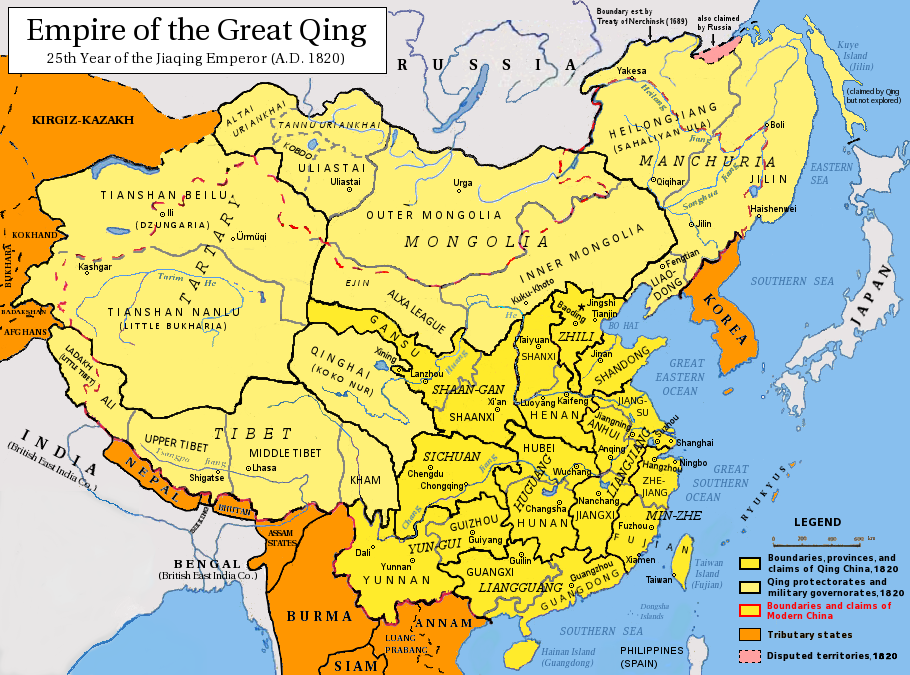
嘉庆二十五年（1820年）清朝疆域

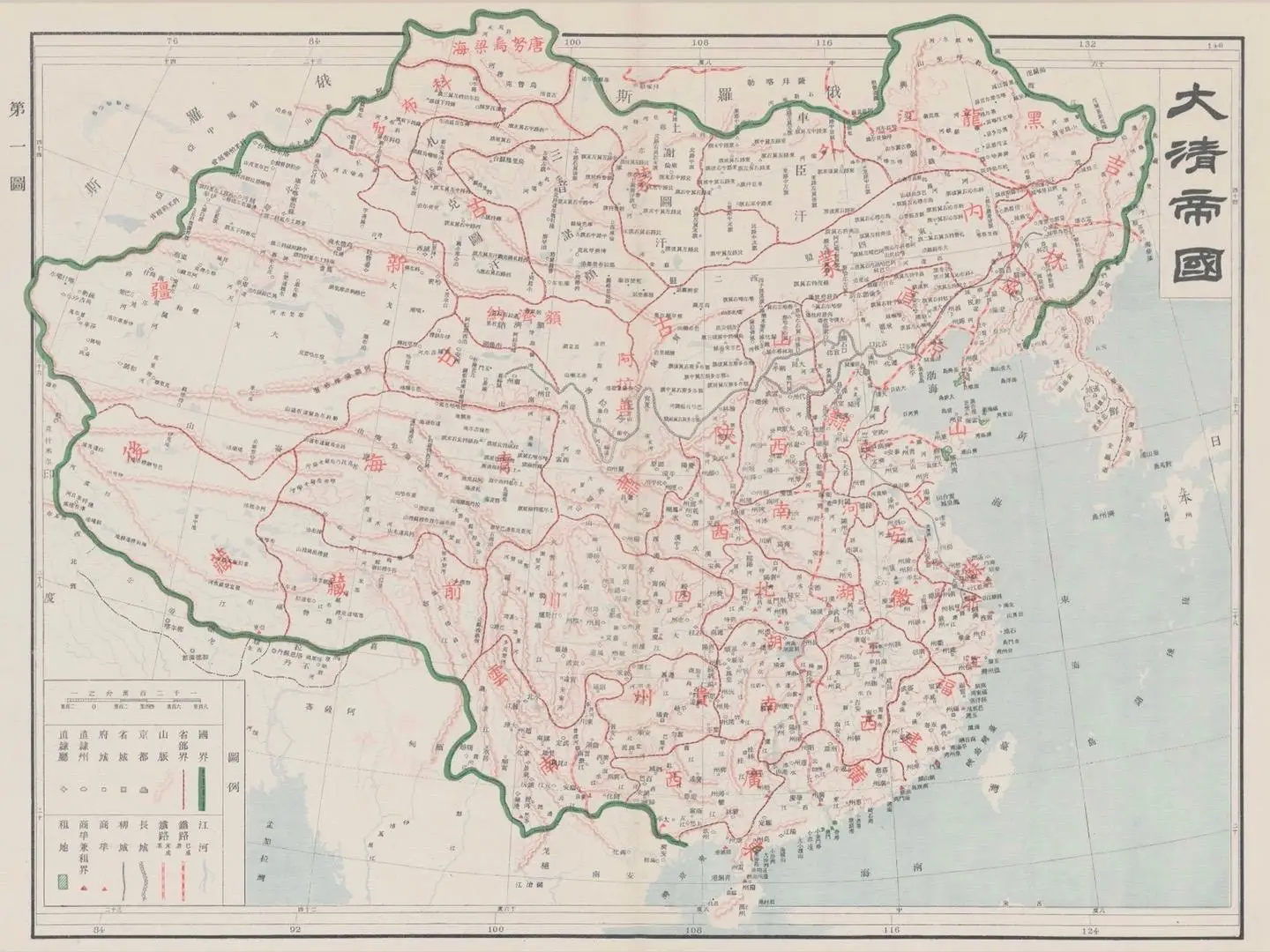
光绪三十一年（1905年）清朝官方全國地图

從清帝国獲取最廣大面積領土的是俄罗斯帝国。1689年《尼布楚條約》雖然確立清朝對外東北的統治，但到1858年，俄罗斯帝国逼迫清黑龙江将军奕山簽訂《璦琿條約》，佔領了黑龍江以北、外興安嶺以南60萬平方公里的土地。隨後1860年又簽訂了《北京條約》，不僅承認《璦琿條約》的合法性，還將原先約定共管的烏蘇里江以東和興凱湖地區的40萬平方公里的土地占领，中國自此失去日本海的出海權及海岸線。到1900年時，俄又出兵強佔江東六十四屯。庫頁島也先被俄罗斯帝国和大日本帝国兩國各占島南北兩端，後又全數歸俄。在西北地方，沙俄於1864年和清廷簽定《中俄勘分西北界約記》佔領了巴爾喀什湖以東和以南的44萬平方公里的土地。1871年，俄国乘阿古柏佔領南疆之機出兵伊犁，但其計畫最終未能成功，不過帝俄還是成功於1881年迫使清廷簽定《伊犁和約》，後又簽定一系列界約，前後又攝取7萬平方千米的清朝领土，以換取俄國從伊犁撤軍。喀什西部分界線，本止于烏孜別裏山豁。1895年，沙俄与大英帝国私分其地，清廷雖抗議但無果。
拉達克本為西藏阿裏之地，後被喀什米爾所吞，喀什米爾歸英後，該地也連帶屬英。西南的雲南、廣西兩省的茶山、鐵壁、天馬、漢龍、果敢等關被英所占。滇南烏得、孟烏二土司被法屬印度支那佔領。而原属越南的十萬大山以南，分茅嶺以東的土地则被割给中国，隶属廣西。兩次鴉片戰爭的爆發，導致東南海疆一帶的香港島、九龍（界限街以南）先後被迫割讓給不列颠帝国。1895年，甲午戰爭失败後根據《馬關條約》將臺灣、澎湖割讓給日本帝國。
晚清出版的地理教科书《蒙学中国地理教科书》简述了清末中国领土的四至，以及重要的分界标志和邻国：“中国之西界，踞亚洲之中枢，与英、俄两国属地相接。其地地势坟起，若覆笠然。故山水大干，皆发原于此焉。东隔东海，与日本国相望。南临南海，接法属之安南，及英属之缅甸。西南隔大山，与英属之印度分界。自西而北而东北，包中国之三面者，皆俄国之属地也。唯东北部之南境，隔鸭绿江，与朝鲜国相连”。

#### 租界
除上述地區外，還有澳門（葡）、新界（英）、膠州灣（德）、旅大（俄）、威海衛（英）、廣州灣（法）等地也先後租借予各國。此外，內地如上海、天津、漢口、廈門、廣州、重慶、瀋陽、九江、鎮江、沙市、蘇州，以及北平東交民巷等租界林林總總，不一而足。

## 近現代

### 中华民国

原中華民國公告疆域行政區劃及領土糾紛

1912年中華民國建立之後，因國家政局動盪，大陆时期的中华民国中央政府對邊疆控制力甚微。对外蒙古、西藏均无实际控制，外蒙古及西藏属于实际上的独立状态。1914年英屬印度與西藏政府簽訂《西姆拉條約》，正式劃定麥克馬洪線，把麥克馬洪線以南的土地劃歸印度。
1931年九一八事变，中華民國政府的不抵抗政策致使整个东北成了日本控制下的满洲国。中華民國虽从未承认其合法主權，但也實際上沒有管轄權。
外蒙古在1911年首次宣告獨立，但當時的北洋政府未承認大蒙古国。1919年北洋军占领外蒙古，但在1921年革命期间被驱逐出境，失去對外蒙古的控制權。唐努烏梁海地區的烏梁海共和國則在苏联的策动下于1921年改為唐努-圖瓦，1926年又改名為圖瓦人民共和國，1944年正式加入蘇聯。1945年《雅爾達協定》後，根據中蘇兩國外交换文声明，1946年初中華民國國民政府接受外蒙古獨立公民投票结果，承認蒙古人民共和国。1949年中華民國政府遷台後，1953年國府以苏联违反《中苏友好同盟条约》为由宣佈其失效，單方面推翻外交承認并寻求联合国大会决议支持，没有法律约束力的聯合國大會505號決議譴責蘇聯。2002年中华民国政府重新承认蒙古国後，台灣才與蒙古國互設代表處。2012年5月21日，行政院大陸委員會發表新聞稿，表示「民國35年我國憲法制定公布時，蒙古（俗稱外蒙古）獨立已為我政府所承認，因此，當時蒙古已非我國憲法第4條所稱的『固有之疆域』。」正式否定外蒙古為中華民國法定領土。
1945年第二次世界大战结束，根據《開羅宣言》，東北收回，臺灣、澎湖接管。大連、旅順、威海衛、廣州灣等租界也先後收回。1947年中華民國派人員軍艦接收南海諸島。但今日，雖然兩岸政府都各自控制了南海諸島的北部大部分岛屿，但南部的南沙群島仍為多國控制。目前兩岸政府均認為南海諸島全部和釣魚臺列島主權歸屬自己。而藏南、江心坡、帕米爾等地的實際控制權在清末民初時已不屬於中華民國政府。
1949年渡江战役后，中华民国政府败局已定，国府败退台湾。为打击中国共产党政权，1949年6月18日，行政院发布卅八穗五字第四八九六号行政院令，自6月26日上午零时零分起，“关闭”北起辽河口、南至闽江口的中国领海基线，所有外籍船舶及航空器均不得进入上述区域，而区域内各港口，也自即日起停止对外开放，基本封锁中国大陆的海岸线，是为关闭政策肇始。

### 中华人民共和国
- 1949年，中華人民共和國成立。

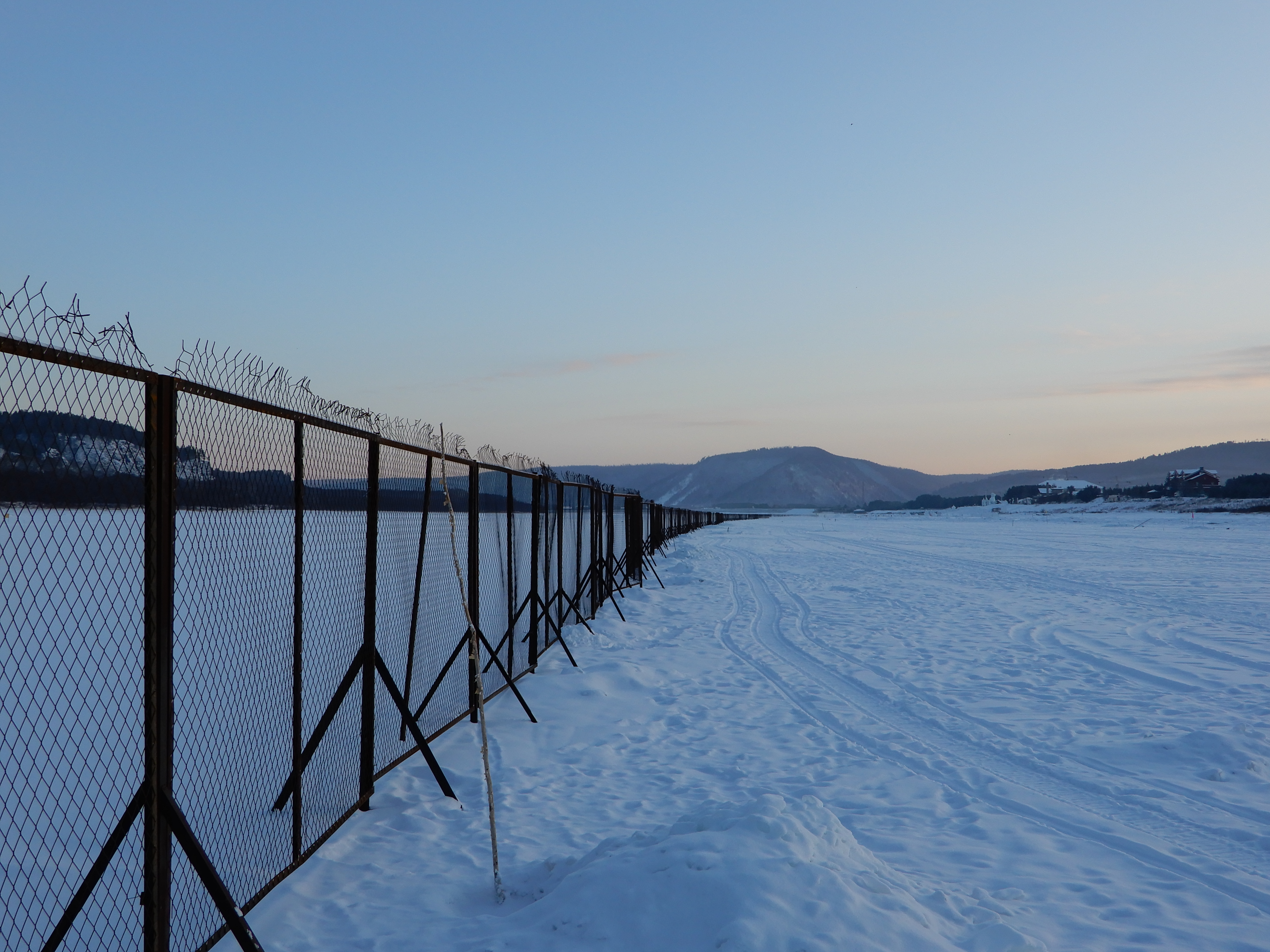
现时中国领土的最北端，栅栏对面即为俄罗斯

- 1951年，中華人民共和國中央人民政府重新掌控西藏全境。至此除台湾以外，中央政府已完全直接控制中國大陆各省。结束了清末以来的军阀，地方势力割据的混乱局面。
- 1949年在苏联的撮合下与蒙古人民共和国建交，並在1962年簽訂界約，將諾門罕谷地、察哈爾北境、新疆北塔山劃歸蒙古國。
- 1960年與緬甸簽訂界約，高黎貢山以西土地劃歸緬甸，中國收回片马、班老地区。
- 1961年與尼泊爾簽訂界約，珠穆朗瑪峰（聖母峰）分治。
- 1962年，与印度在藏南爆發中印邊境戰爭，之後中華人民共和國自行退兵。目前中印雙方仍就邊境問題在談判中，未簽訂界約。
- 1962年，與朝鮮簽訂界約，长白山以北属中国，以南属朝鮮。
- 1963年與巴基斯坦簽訂界約，以兩地換一地的方式解決邊境問題。
- 1965年与阿富汗簽訂界約，将一部分土地（瓦罕走廊）划归于阿富汗巴达赫尚省。
- 在蘇聯時期，中華人民共和國不承認英俄瓜分帕米爾高原，形成未定界。在蘇聯解體後，與塔吉克斯坦簽約，放棄噴赤河以東帕米爾高原。
- 1974年，中華人民共和國与南越之间爆发西沙海战，中国取得胜利，控制全部西沙群岛。1988年，中華人民共和國与越南再度爆发赤瓜礁海战，中華人民共和國取得胜利，控制南沙群岛其中的9个岛礁。
- 1991年，中蘇國界東段協定簽署。中蘇國界東段（現為中俄國界東段）大約有4,300公里（以原不平等條約為基礎），協定劃定98%的東段邊界走向。
- 1997年恢复行使香港主权。
- 1999年恢复行使澳门主权。
- 2004年签订《中華人民共和國和俄羅斯聯邦關於中俄國界東段的補充協定》，中國取得半個黑瞎子島的主權，獲地174平方公里，當中第二大的島嶼銀龍島，因位處黑瞎島之西北，故此全部歸屬中國。俄羅斯保留大烏蘇裏島（黑瞎子岛）東半部份。[36]
- 2012年中华人民共和国政府外交部宣布，与不丹的边境谈判取得重大进展。

目前中华人民共和国控制的实质领土为：
- 东：黑瞎子岛南端对岸（约东经135度41-44分）。
- 西：新疆乌恰县以西的帕米尔高原（东经73度30分）。
- 南：南海诸岛西南部的曾母暗沙（约北纬3度51分）。
- 北：漠河以北的黑龙江主航道中心线至北点（北纬53度33分）。

關於臺灣的主權，請參見臺海現狀與臺灣問題。

### 中国近代疆域变迁
| 疆域地圖   | 國家政權                                                                                | 時間                                                      |
| 晚清至近代 | 晚清至近代                                                                              | 晚清至近代                                                |
| ---------- | --------------------------------------------------------------------------------------- | --------------------------------------------------------- |
|            | 清朝                                                                                    | 1894年                                                    |
|            | 中華民國北洋政府及国民政府                                                              | 1912年－1946年（1946年1月中华民国政府正式承认外蒙古独立） |
| 现代至今   |                                                                                         |                                                           |
|            | 中華民國主张疆域（包括外蒙古）                                                          | 1953年－2002年                                            |
|            | 中华民国主张疆域（不包括外蒙古，唐努乌梁海原属外蒙古/蒙古地方之一部分，官方未详细说明） | 1946年－1953年，2002年至今                                |
| 目前       |                                                                                         |                                                           |
|            | 中华人民共和国                                                                          | 1949年－至今                                              |

| 疆域地圖   | 國家政權         | 時間               |
| 晚清至近代 | 晚清至近代       | 晚清至近代         |
| ---------- | ---------------- | ------------------ |
|            | 清朝             | 1820年             |
|            | 清朝             | 1905年             |
|            | 清朝             | 1911年             |
| 现代至今   |                  |                    |
|            | 中華民國         | 1936年             |
|            | 中華民國         | 1945年末至1946年初 |
|            | 中華民國         | 1949年             |
|            | 中華民國台灣地區 | 2011年             |
|            | 中華民國台灣地區 | 2014年             |
|            | 中華民國台灣地區 | 2016年             |

| 疆域地圖                | 國家政權                | 時間                    |
| 目前 （中華人民共和國） | 目前 （中華人民共和國） | 目前 （中華人民共和國） |
| ----------------------- | ----------------------- | ----------------------- |
|                         | 中華人民共和國          | 1949年                  |
|                         | 中華人民共和國          | 1950年                  |
|                         | 中華人民共和國          | 1952年                  |
|                         | 中華人民共和國          | 1954年                  |
|                         | 中華人民共和國          | 1955年                  |
|                         | 中華人民共和國          | 1966年                  |
|                         | 中華人民共和國          | 1968年                  |
|                         | 中華人民共和國          | 1979年                  |
|                         | 中華人民共和國          | 1997年                  |
|                         | 中華人民共和國疆域      | 1949年至今              |

## 中國歷代疆域與現今政權疆域對照表
本列表僅顯示中國歷史上較大的王朝及共和政權，依照中国科学院院士譚其驤主编的《中国历史地图集》所描绘的历代疆域范围。
| 中國政權              | 今屬於 | 參考                        |
| --------------------- | --- | --------------------------- |
| 夏朝                  | 中華人民共和國 | [ 37 ]                      |
| 商朝                  | 中華人民共和國 | [ 38 ]                      |
| 西周                  | 中華人民共和國 | [ 39 ]                      |
| 東周                  | 中華人民共和國 | [ 40 ] [ 41 ]               |
| 秦朝                  | 中華人民共和國 香港 澳門 中華民國 朝鮮民主主義人民共和國 越南社會主義共和國 | [ 42 ]                      |
| 西漢                  | 中華人民共和國 香港 澳門 中華民國 阿富汗伊斯蘭酋長國 哈薩克斯坦共和國 吉爾吉斯共和國 蒙古國 朝鮮民主主義人民共和國 大韓民國 塔吉克斯坦共和國 越南社會主義共和國                                                                                          | [ 43 ]                      |
| 新朝                  | 中華人民共和國 香港 澳門 中華民國 蒙古國 朝鮮民主主義人民共和國 越南社會主義共和國 | [ 43 ]                      |
| 東漢                  | 中華人民共和國 香港 澳門 中華民國 阿富汗伊斯蘭酋長國 哈薩克斯坦共和國 吉爾吉斯共和國 蒙古國 緬甸聯邦共和國 朝鮮民主主義人民共和國 大韓民國 塔吉克斯坦共和國 越南社會主義共和國                                                                           | [ 44 ]                      |
| 曹魏                  | 中華人民共和國 阿富汗伊斯蘭酋長國 吉爾吉斯共和國 蒙古國 朝鮮民主主義人民共和國 大韓民國 塔吉克斯坦共和國 | [ 45 ]                      |
| 蜀漢                  | 中華人民共和國 老撾人民民主共和國 緬甸聯邦共和國 | [ 45 ]                      |
| 東吳                  | 中華人民共和國 香港 澳門 中華民國 越南社會主義共和國 | [ 45 ]                      |
| 西晉                  | 中華人民共和國 香港 澳門 中華民國 阿富汗伊斯蘭酋長國 吉爾吉斯共和國 蒙古國 緬甸聯邦共和國 朝鮮民主主義人民共和國 大韓民國 塔吉克斯坦共和國 越南社會主義共和國                                                                                            | [ 46 ]                      |
| 東晉                  | 中華人民共和國 香港 澳門 中華民國 老撾人民民主共和國 緬甸聯邦共和國 越南社會主義共和國 | [ 47 ] [ 48 ]               |
| 漢趙                  | 中華人民共和國 | [ 49 ]                      |
| 成漢                  | 中華人民共和國 | [ 49 ]                      |
| 後趙                  | 中華人民共和國 | [ 49 ]                      |
| 前涼                  | 中華人民共和國 吉爾吉斯共和國 塔吉克斯坦共和國 | [ 49 ] [ 50 ]               |
| 前燕                  | 中華人民共和國 | [ 50 ]                      |
| 前秦                  | 中華人民共和國 吉爾吉斯共和國 蒙古國 塔吉克斯坦共和國 | [ 47 ] [ 50 ] [ 51 ]        |
| 後燕                  | 中華人民共和國 | [ 52 ]                      |
| 後秦                  | 中華人民共和國 | [ 52 ] [ 53 ]               |
| 西秦                  | 中華人民共和國 | [ 52 ]                      |
| 後涼                  | 中華人民共和國 吉爾吉斯共和國 塔吉克斯坦共和國 | [ 52 ]                      |
| 南涼                  | 中華人民共和國 | [ 53 ]                      |
| 北涼                  | 中華人民共和國 | [ 53 ]                      |
| 南燕                  | 中華人民共和國 | [ 53 ]                      |
| 西涼                  | 中華人民共和國 吉爾吉斯共和國 塔吉克斯坦共和國 | [ 53 ]                      |
| 胡夏                  | 中華人民共和國 | [ 53 ]                      |
| 北燕                  | 中華人民共和國 | [ 53 ]                      |
| 北魏                  | 中華人民共和國 蒙古國 | [ 52 ] [ 53 ] [ 54 ] [ 55 ] |
| 東魏                  | 中華人民共和國 | [ 56 ]                      |
| 西魏                  | 中華人民共和國 | [ 56 ]                      |
| 北齊                  | 中華人民共和國 | [ 57 ]                      |
| 北周                  | 中華人民共和國 蒙古國 | [ 57 ]                      |
| 劉宋                  | 中華人民共和國 香港 澳門 中華民國 緬甸聯邦共和國 老撾人民民主共和國 越南社會主義共和國 | [ 54 ]                      |
| 南齊                  | 中華人民共和國 香港 澳門 中華民國 緬甸聯邦共和國 老撾人民民主共和國 越南社會主義共和國 | [ 55 ]                      |
| 梁朝                  | 中華人民共和國 香港 澳門 中華民國 緬甸聯邦共和國 老撾人民民主共和國 越南社會主義共和國 | [ 56 ]                      |
| 陳朝                  | 中華人民共和國 香港 澳門 中華民國 越南社會主義共和國 | [ 57 ]                      |
| 隋朝                  | 中華人民共和國 香港 澳門 中華民國 越南社會主義共和國 | [ 58 ]                      |
| 唐朝                  | 中華人民共和國 香港 澳門 中華民國 阿富汗伊斯蘭酋長國 哈薩克斯坦共和國 吉爾吉斯共和國 老撾人民民主共和國 蒙古國 朝鮮民主主義人民共和國 巴基斯坦伊斯蘭共和國 俄羅斯聯邦 大韓民國 塔吉克斯坦共和國 泰王國 土庫曼斯坦 烏茲別克斯坦共和國 越南社會主義共和國  | [ 59 ] [ 60 ] [ 61 ]        |
| 武周                  | 中華人民共和國 香港 澳門 中華民國 哈薩克斯坦共和國 吉爾吉斯共和國 老撾人民民主共和國 塔吉克斯坦共和國 烏茲別克斯坦共和國 越南社會主義共和國 | [ 60 ]                      |
| 後梁                  | 中華人民共和國 | [ 62 ]                      |
| 後唐                  | 中華人民共和國 | [ 63 ]                      |
| 後晉                  | 中華人民共和國 | [ 64 ] [ 65 ]               |
| 後漢                  | 中華人民共和國 | [ 66 ]                      |
| 後周                  | 中華人民共和國 | [ 67 ]                      |
| 前蜀                  | 中華人民共和國 | [ 68 ]                      |
| 楊吳                  | 中華人民共和國 | [ 69 ]                      |
| 馬楚                  | 中華人民共和國 | [ 64 ]                      |
| 吳越                  | 中華人民共和國 | [ 64 ] [ 69 ]               |
| 閩                    | 中華人民共和國 中華民國 | [ 64 ] [ 69 ]               |
| 南漢                  | 中華人民共和國 香港 澳門 越南社會主義共和國 | [ 64 ] [ 70 ]               |
| 荊南                  | 中華人民共和國 | [ 64 ]                      |
| 後蜀                  | 中華人民共和國 | [ 64 ] [ 68 ]               |
| 南唐                  | 中華人民共和國 中華民國 | [ 64 ]                      |
| 北漢                  | 中華人民共和國 | [ 64 ] [ 67 ]               |
| 遼朝                  | 中華人民共和國 哈薩克斯坦共和國 蒙古國 朝鮮民主主義人民共和國 俄羅斯聯邦 | [ 64 ] [ 71 ]               |
| 西遼                  | 中華人民共和國 阿富汗伊斯蘭酋長國 哈薩克斯坦共和國 吉爾吉斯共和國 蒙古國 塔吉克斯坦共和國 土庫曼斯坦 烏茲別克斯坦共和國 | [ 72 ] [ 73 ]               |
| 北宋                  | 中華人民共和國 香港 澳門 中華民國 | [ 71 ]                      |
| 南宋                  | 中華人民共和國 香港 澳門 中華民國 | [ 72 ] [ 73 ]               |
| 西夏                  | 中華人民共和國 蒙古國 | [ 71 ] [ 72 ] [ 73 ]        |
| 金朝                  | 中華人民共和國 蒙古國 朝鮮民主主義人民共和國 俄羅斯聯邦 | [ 72 ] [ 73 ]               |
| 元朝                  | 中華人民共和國 香港 澳門 中華民國 阿富汗伊斯蘭酋長國 不丹王國 印度共和國 哈薩克斯坦共和國 蒙古國 緬甸聯邦共和國 尼泊爾聯邦民主共和國 朝鮮民主主義人民共和國 巴基斯坦伊斯蘭共和國 俄羅斯聯邦 大韓民國 泰王國 越南社會主義共和國                           | [ 74 ] [ 75 ]               |
| 北元                  | 中華人民共和國 哈薩克斯坦共和國 蒙古國 俄羅斯聯邦 | [ 76 ] [ 77 ]               |
| 明朝                  | 中華人民共和國 香港 澳門 中華民國 不丹王國 印度共和國 老撾人民民主共和國 蒙古國 緬甸聯邦共和國 巴基斯坦伊斯蘭共和國 俄羅斯聯邦 越南社會主義共和國 | [ 76 ] [ 77 ]               |
| 南明                  | 中華人民共和國 香港 澳門 中華民國 老撾人民民主共和國 緬甸聯邦共和國 | [ 76 ] [ 77 ]               |
| 後金                  | 中華人民共和國 蒙古國 俄羅斯聯邦 | [ 78 ] [ 79 ]               |
| 清朝                  | 中華人民共和國 香港 澳門 中華民國 阿富汗伊斯蘭酋長國 印度共和國 哈薩克斯坦共和國 吉爾吉斯共和國 老撾人民民主共和國 蒙古國 緬甸聯邦共和國 尼泊爾聯邦民主共和國 巴基斯坦伊斯蘭共和國 俄羅斯聯邦 塔吉克斯坦共和國 越南社會主義共和國 朝鮮民主主義人民共和國 | [ 78 ] [ 79 ]               |
| 中華民國 （大陸時期） | 中華人民共和國 中華民國 阿富汗伊斯蘭酋長國 不丹王國 印度共和國 哈薩克斯坦共和國 吉爾吉斯共和國 蒙古國 緬甸聯邦共和國 朝鮮民主主義人民共和國 巴基斯坦伊斯蘭共和國 俄羅斯聯邦 塔吉克斯坦共和國                                                             | [ 80 ]                      |

### 引用
1. ↑  《史記·河渠書》，據《孟子》則是八年
2. ↑  《詩經·大雅·文王有聲》：“豐水東注，維禹之跡”
3. ↑  《詩經·商頌·長發》：“洪水茫茫，禹敷下土方”
4. ↑  《中國疆域沿革史》第14頁—17頁
5. ↑  谭其骧. . 中国地图出版社. 1991年10月1日. ISBN 7503110155 （中文（中国大陆））.
6. ↑  《中國疆域沿革史》第19頁—25頁
7. ↑  《歷史上的中國：中國疆域的變遷》商朝
8. ↑  《左傳·昭公九年》：『我自夏以后稷，魏、骀、芮、岐、毕，吾西土也。及武王克商，蒲姑、商奄，吾东土也；巴、濮、楚、邓，吾南土也；肃慎、燕、亳，吾北土也。』
9. ↑  《歷史上的中國：中國疆域的變遷》周朝
10. ↑  《中國疆域沿革史》第27頁—36頁
11. 1 2  《歷史上的中國：中國疆域的變遷》 東周（春秋、戰國時期）
12. ↑  《中國疆域沿革史》第46頁—51頁
13. ↑  《史記》卷六，《秦始皇本紀》：「東至海暨朝鮮，西至臨洮、羌中，南至北向戶，北據河為塞，并陰山至遼東」
14. ↑  《歷史上的中國：中國疆域的變遷》 第一個統一中原帝國的建立
15. ↑  《史記》卷110，《匈奴列傳》
16. ↑  《漢書》卷96，《西域傳》
17. ↑  《隋書》卷83，《吐谷渾傳》
18. ↑  谭其骧，《自漢至唐海南島歷史政治地理》，載《長水集續編》
19. ↑  《通鑒》卷193《唐紀》貞觀四年二月甲辰
20. ↑  《新唐書·卷二百一十九·北狄渤海傳》，《舊唐書·卷一百九十九下·北狄渤海靺鞨傳》。
21. ↑  《宋史·卷二十四·高宗本紀一》：建炎元年1127年，「五月庚寅朔，帝登壇受命，禮畢慟哭，遙謝二帝，即位於府治。改元建炎。」
22. ↑  《宋史·卷八十五·地理志一》行在所：「建炎三年閏八月，高宗自建康如臨安，以州治為行宮。」
23. ↑  《宋史·卷二十九·高宗本紀六》：紹興八年春二月，「戊寅，帝至臨安。」
24. ↑  見《紹興和議》。
25. ↑  恰白·次旦平措、若章·吴坚、平措次仁 著，陈庆英、格桑益西、间宗英、许德存 译：《西藏通史——松石宝串》，西藏社会科学院、《中国西藏》杂志社、西藏古籍出版社联合出版，ISBN 7-80589-020-X，1996年1月第1版，第六章、帕木竹巴统治西藏时期，第二节、明朝对西藏地方政权的管理
26. ↑  牙含章：《明代中央与西藏地方帕竹政权之间的关系》，《中国藏学》1989年第1期，第19-25页
27. ↑  王献军：《帕木竹巴政权与明王朝的关系——帕木竹巴政权研究之四》，《西藏民族学院学报》社会科学版，1990年第4期（总第44期），第27-34页
28. ↑  Lau, Hon-Shiang. . China Report. 2019-05, 55 (2)  [2023-06-19]. ISSN 0009-4455. doi:10.1177/0009445519834701. （原始内容存档于2023-06-19） （英语）.
29. ↑  刘, 汉城. .  (PDF). 2019年10月: 25–41  [2023-03-12]. （原始内容存档 (PDF)于2022-04-21）.
30. ↑  《明史》卷41《地理志一》
31. ↑  《明史》卷91《兵志三》
32. ↑  《明史》卷330《西域傳二》
33. ↑  《关于中苏边界问题》
34. ↑  .   [June 8, 2024]. （原始内容存档于2024-06-05）.
35. ↑  行政院大陸委員會：有關外蒙古是否為中華民國領土問題說明新聞參考資料 （页面存档备份，存于）
36. ↑  中俄划界，为何以不平等条约为基础 （页面存档备份，存于），新华网
37. ↑  譚, 其驤 (编). . . 1982  [2020-06-18]. （原始内容存档于2020-07-14）.
38. ↑  譚, 其驤 (编). . . 1982  [2020-06-18]. （原始内容存档于2020-07-14）.
39. ↑  譚, 其驤 (编). . . 1982  [2020-06-18]. （原始内容存档于2020-05-02）.
40. ↑  譚, 其驤 (编). . . 1982  [2020-06-18]. （原始内容存档于2020-07-14）.
41. ↑  譚, 其驤 (编). . . 1982  [2020-06-18]. （原始内容存档于2020-07-14）.
42. ↑  譚, 其驤 (编). . . 1982  [2020-06-18]. （原始内容存档于2020-06-19）.
43. 1 2  譚, 其驤 (编). . . 1982  [2020-06-18]. （原始内容存档于2020-06-18）.
44. ↑  譚, 其驤 (编). . . 1982  [2020-06-18]. （原始内容存档于2020-06-19）.
45. 1 2 3  譚, 其驤 (编). . . 1982  [2020-06-18]. （原始内容存档于2020-06-20）.
46. ↑  譚, 其驤 (编). . . 1982  [2020-06-18]. （原始内容存档于2020-06-20）.
47. 1 2  譚, 其驤 (编). . . 1982  [2020-06-18]. （原始内容存档于2020-06-21）.
48. ↑  譚, 其驤 (编). . . 1982  [2020-06-18]. （原始内容存档于2020-06-20）.
49. 1 2 3 4  譚, 其驤 (编). . . 1982  [2020-06-18]. （原始内容存档于2020-06-21）.
50. 1 2 3  譚, 其驤 (编). . . 1982  [2020-06-18]. （原始内容存档于2020-06-18）.
51. ↑  譚, 其驤 (编). . . 1982  [2020-06-18]. （原始内容存档于2020-06-20）.
52. 1 2 3 4 5  譚, 其驤 (编). . . 1982  [2020-06-18]. （原始内容存档于2020-06-19）.
53. 1 2 3 4 5 6 7 8  譚, 其驤 (编). . . 1982  [2020-06-18]. （原始内容存档于2020-06-19）.
54. 1 2  譚, 其驤 (编). . . 1982  [2020-06-18]. （原始内容存档于2020-06-19）.
55. 1 2  譚, 其驤 (编). . . 1982  [2020-06-18]. （原始内容存档于2020-06-19）.
56. 1 2 3  譚, 其驤 (编). . . 1982  [2020-06-18]. （原始内容存档于2020-06-18）.
57. 1 2 3  譚, 其驤 (编). . . 1982  [2020-06-18]. （原始内容存档于2020-06-19）.
58. ↑  譚, 其驤 (编). . . 1982  [2020-06-18]. （原始内容存档于2020-06-18）.
59. ↑  譚, 其驤 (编). . . 1982  [2020-06-18]. （原始内容存档于2020-07-14）.
60. 1 2  譚, 其驤 (编). . . 1982  [2020-06-18]. （原始内容存档于2020-07-14）.
61. ↑  譚, 其驤 (编). . . 1982  [2020-06-18]. （原始内容存档于2020-07-14）.
62. ↑  譚, 其驤 (编). . . 1982  [2020-06-18]. （原始内容存档于2020-06-19）.
63. ↑  譚, 其驤 (编). . . 1982  [2020-06-18]. （原始内容存档于2020-06-18）.
64. 1 2 3 4 5 6 7 8 9 10  譚, 其驤 (编). . . 1982  [2020-06-18]. （原始内容存档于2020-06-21）.
65. ↑  譚, 其驤 (编). . . 1982  [2020-06-18]. （原始内容存档于2020-06-19）.
66. ↑  譚, 其驤 (编). . . 1982  [2020-06-18]. （原始内容存档于2020-06-18）.
67. 1 2  譚, 其驤 (编). . . 1982  [2020-06-18]. （原始内容存档于2020-06-19）.
68. 1 2  譚, 其驤 (编). . . 1982  [2020-06-18]. （原始内容存档于2020-06-19）.
69. 1 2 3  譚, 其驤 (编). . . 1982  [2020-06-18]. （原始内容存档于2020-06-19）.
70. ↑  譚, 其驤 (编). . . 1982  [2020-06-18]. （原始内容存档于2020-06-19）.
71. 1 2 3  譚, 其驤 (编). . . 1982  [2020-06-18]. （原始内容存档于2020-07-14）.
72. 1 2 3 4  譚, 其驤 (编). . . 1982  [2020-06-18]. （原始内容存档于2020-06-19）.
73. 1 2 3 4  譚, 其驤 (编). . . 1982  [2020-06-18]. （原始内容存档于2020-06-21）.
74. ↑  譚, 其驤 (编). . . 1982  [2020-06-18]. （原始内容存档于2020-06-19）.
75. ↑  譚, 其驤 (编). . . 1982  [2020-06-18]. （原始内容存档于2020-06-19）.
76. 1 2 3  譚, 其驤 (编). . . 1982  [2020-06-18]. （原始内容存档于2020-07-14）.
77. 1 2 3  譚, 其驤 (编). . . 1982  [2020-06-18]. （原始内容存档于2020-07-15）.
78. 1 2  譚, 其驤 (编). . . 1982  [2020-06-18]. （原始内容存档于2020-07-14）.
79. 1 2  譚, 其驤 (编). . . 1982  [2020-06-18]. （原始内容存档于2020-06-18）.
80. ↑  行政院新聞局：中華民國九十四年年鑑：第一篇 總論 第二章 土地 第二節 大陸地區

## 外部連結
- 中国古代史地图（页面存档备份，存于）
- CCTV 歷史朝代（页面存档备份，存于）